# Réglementation de la vitesse sur route en France
 (juin 2023).
Pour un article plus général, voir Vitesse maximale autorisée sur route.

Limitations de vitesse sur les routes et dans les agglomérations françaises, sauf limitation à 30 km/h, 70 km/h, 90 km/h ou 110 km/h, par beau temps, et sauf indications particulières.

La réglementation de la vitesse sur route en France est l’ensemble des règles qui fixent la vitesse maximale autorisée (VMA) par nature de route, de véhicule ou de conducteur  empruntant le réseau routier français, ainsi que celles relatives à la signalisation de ces vitesses, aux contrôles et sanctions en cas de dépassement, aux pouvoirs de police des différentes autorités.
Si la première vitesse maximale autorisée date de 1893 et s'applique alors à Paris et aux lieux habités, aucun seuil n'est fixé dans le premier code de la route qui apparaît en 1921. Le conducteur doit maîtriser son véhicule. Cette situation perdure jusqu'en 1962 où la vitesse est limitée en agglomération à 60 km/h. Aucun seuil de vitesse n'est fixé hors agglomération jusqu'en 1973, sauf à l'occasion de quelques expériences sur un nombre limité de kilomètres de routes nationales, notamment en 1969 et en 1970. Le 1er juillet 1973, la vitesse maximale autorisée est fixée à 100 km/h sur l'ensemble du réseau, excepté les autoroutes et la partie déjà limitée à 110 km/h, puis en décembre 1973 à 120 km/h sur autoroutes et 90 km/h sur les autres routes.
Pendant une courte période de 1974, les vitesses maximales autorisées sont fixées à 140 km/h sur autoroutes, 115 km/h sur voie rapide et 90 km/h  sur les autres routes pour finalement être fixées à respectivement 130, 110 et 90 km/h. En 1990, la VMA en agglomération est ramenée à 50 km/h. Enfin en 2018, la VMA sur routes est à nouveau modifiée avec l'instauration du 80 km/h sur les routes bidirectionnelles sans séparateur central, avant un retour à 90 km/h dans certains départements ou sur certaines routes.
Par ailleurs certaines dispositions existent concernant l’adaptation de la vitesse en agglomération, les zones de circulation apaisée (zones 30, zones de rencontre ou aires piétonnes), les réductions de vitesse en cas de pic de pollution ou la régulation dynamique des vitesses sur routes à chaussées séparées.

## Réglementation en vigueur en France hors collectivités d'Outre-mer

### Vitesse maximale autorisée par type de voie
Les vitesses maximales autorisées à respecter en fonction des conditions de circulation et selon le type de routes sont définies dans les articles 413-1 à 413-12-1 du code de la route. Elles sont les suivantes.

#### Hors agglomération
| Conditions de circulation           | Routes bidirectionnelles | Routes à deux chaussées séparées par un terre-plein central | Autoroutes                                                                                                   |
| ----------------------------------- | --- | ----------------------------------------------------------- | --- |
| Normales (route sèche)              | 80 km/h (environ 350 000 kilomètres de routes) 90 km/h (33 000 kilomètres de routes) sur les sections de ces routes comportant au moins deux voies affectées à un même sens de circulation. | 110 km/h                                                    | 130 km/h |
| Avec pluie ou autres précipitations | 80 km/h | 100 km/h                                                    | 110 km/h (100 km/h en cas de précipitations si la section a une limite inférieure à 130 km/h par temps sec). |
| Visibilité inférieure à 50 mètres   | 50 km/h | 50 km/h                                                     | 50 km/h |

Enfin lorsqu'elles sont plus restrictives, les vitesses maximales édictées par l'autorité investie du pouvoir de police prévalent sur celles autorisées par le code de la route.

#### En agglomération
En agglomération, la vitesse des véhicules est limitée à 50 km/h par défaut. Cette limite peut être relevée à 70 km/h sur les sections de route où les accès des riverains et les traversées des piétons sont en nombre limité et sont protégés par des dispositifs appropriés. La décision est prise par arrêté de l'autorité détentrice du pouvoir de police de la circulation, après consultation des autorités gestionnaires de la voie et, s'il s'agit d'une route à grande circulation, après avis conforme du préfet.
Par ailleurs certaines zones peuvent avoir des VMA inférieures à 50 km/h. Au cours des années 1980-90, La démarche « ville plus sûre, quartiers sans accidents », aboutit à la création de la zone 30, définie dans l'article R110-2 du code de la route par le décret du 29 novembre 1990. Il s’agit d’une section ou ensemble de sections de voies constituant une zone affectée à la circulation de tous les usagers. Dans cette zone, la vitesse des véhicules est limitée à 30 km/h. Toutes les chaussées sont à double sens pour les cyclistes, sauf dispositions différentes prises par l'autorité investie du pouvoir de police. Les entrées et sorties de cette zone sont annoncées par une signalisation et l’ensemble de la zone est aménagé de façon cohérente avec la limitation de vitesse applicable.
Lorsque la limitation à 30 km/h concerne la majorité des rues d'une ville, on parle de « Ville 30 ». Cette notion concerne 200 communes françaises couvrant 15 % de la population française. En juin 2022, 40 des 114 villes françaises de plus de 45 000 habitants sont limitées à 30 km/h.
En 2006 une nouvelle démarche dite « Code de la rue » est engagée afin de faire évoluer le code de la route pour tenir compte de l’évolution des pratiques de l’espace public. Elle débouche en 2008 sur la création d’un nouvel espace « la zone de rencontre » où la vitesse est limitée à 20 km/h.
Il y a dès lors cinq types d'espaces en milieu urbain, selon la part des fonctions attribuées aux voiries : desserte de la vie locale ou circulation des véhicules motorisés. Le schéma suivant présente les principales caractéristiques de ces espaces, les vitesses maximales autorisées et les équilibres entre ces deux types de fonctions des voiries.
| Statut de la voie                            | Aire piétonne                                                                              | Zone de rencontre                                                                          | Zone 30                                                                   | Agglomération                                                             | Section 70                                                                |
| -------------------------------------------- | ------------------------------------------------------------------------------------------ | ------------------------------------------------------------------------------------------ | ------------------------------------------------------------------------- | ------------------------------------------------------------------------- | ------------------------------------------------------------------------- |
| Signalisation d'entrée                       |                                                                                            |                                                                                            |                                                                           |                                                                           |                                                                           |
| Usagers                                      | Piétons et cyclistes Véhicules liés à la desserte suivant les règles de circulation        | Tous                                                                                       | Tous                                                                      | Tous                                                                      | Tous                                                                      |
| Vitesse maximale                             | Allure au pas                                                                              | 20 km/h                                                                                    | 30 km/h                                                                   | 50 km/h                                                                   | 70 km/h                                                                   |
| Type de priorité                             | Piéton prioritaire sur tous les véhicules sauf les transports guidés de manière permanente | Piéton prioritaire sur tous les véhicules sauf les transports guidés de manière permanente | Régime général de priorité, rien de spécifique y compris pour les piétons | Régime général de priorité, rien de spécifique y compris pour les piétons | Régime général de priorité, rien de spécifique y compris pour les piétons |
| Équilibre vie locale / fonction circulatoire | 95 % / 5 %                                                                                 | 80 % / 20 %                                                                                | 50 % / 50 %                                                               | 20 % / 80 %                                                               | 5 % / 95 %                                                                |

### Vitesse maximale autorisée par type de véhicule
Les vitesses maximales autorisées varient en France selon la voie, le véhicule et le conducteur.
Les limitations par type de véhicule en France varient selon la nature du véhicule ou de celle de la marchandise transportée.

### Vitesse maximale autorisée pour les jeunes conducteurs
Sous réserve du respect des limitations de vitesse plus restrictives, les conducteurs titulaires du permis de conduire en période probatoire sont tenus de ne pas dépasser les vitesses maximales suivantes :
- 110 km/h sur les sections d'autoroutes où la limite normale est fixée à 130 km/h ;
- 100 km/h sur les sections d'autoroutes où cette limite est plus basse, ainsi que sur les routes à deux chaussées séparées par un terre-plein central ;
- 80 km/h sur les autres routes.

Ces limitations sont applicables pour tout élève conducteur et, pendant le délai probatoire défini à l'article L.223-1 du code de la route.
Un arrêté du ministre chargé de l'intérieur et du ministre chargé des transports fixe les conditions dans lesquelles sera signalé le véhicule conduit par ces conducteurs ainsi que les modalités d'application des dispositions susvisées.

### Maîtrise de la vitesse
La section 2 du chapitre « vitesse » du code de la route, à savoir les articles 413-17 à 413-19, rappelle que le conducteur doit toujours maîtriser la conduite de son véhicule et en précise les modalités.

#### Situations nécessitant une réduction de la vitesse du véhicule
La réglementation en vigueur ne dispense en aucun cas le conducteur de rester constamment maître de sa vitesse et de régler cette dernière en fonction de l'état de la chaussée, des difficultés de la circulation et des obstacles prévisibles.
Sa vitesse doit être réduite notamment :
- lors du croisement ou du dépassement de piétons ou de cyclistes isolés ou en groupe ;
- lors du dépassement de convois à l'arrêt ;
- lors du croisement ou du dépassement de véhicules de transport en commun de personnes ou de véhicules affectés au transport d'enfants et faisant l'objet d'une signalisation spéciale, au moment de la descente et de la montée des voyageurs ;
- dans tous les cas où la route ne lui apparaît pas entièrement dégagée, ou risque d'être glissante ;
- lorsque les conditions de visibilité sont insuffisantes (temps de pluie et autres précipitations, brouillard) ;
- dans les virages ;
- dans les descentes rapides ;
- dans les sections de routes étroites ou encombrées ou bordées d'habitations ;
- à l'approche des sommets de côtes et des intersections où la visibilité n'est pas assurée ;
- lorsqu'il fait usage de dispositifs spéciaux d'éclairage et en particulier de ses feux de croisement ;
- lors du croisement ou du dépassement d'animaux de trait, de charge ou de selle, ou de bestiaux.

#### Vitesse minimale sur autoroute
Selon l'article R413-19 du code de la route, aucun conducteur ne doit gêner la marche normale des autres véhicules en circulant sans raison valable à une vitesse anormalement réduite. En particulier sur autoroute, lorsque la circulation est fluide et que les conditions atmosphériques permettent une bonne visibilité et adhérence, les conducteurs utilisant la voie la plus à gauche ne peuvent circuler à une vitesse inférieure à 80 km/h.
Tout conducteur contraint de circuler momentanément à allure fortement réduite, notamment en fin d'embouteillage, est tenu d'avertir les autres usagers à l'aide de ses feux de détresse; cela peut le protéger d'un accident en évitant aux véhicules suiveurs de se laisser surprendre. Lorsque la circulation est établie en file(s) ininterrompue(s), l'obligation ne s'applique qu'au dernier véhicule de la ou des files concernées.

### Réglementations spécifiques

#### Réduction de 20 km/h en cas de pic de pollution
Deux niveaux sont fixés en cas d'épisode de pollution : le seuil d'information et de recommandation au-delà duquel le préfet fait des recommandations pour réduire les émissions et peut prendre des mesures d'urgence contraignantes si l'épisode de pollution persiste et le seuil d’alerte au-delà duquel le préfet peut prendre des mesures d'urgence contraignantes. Parmi ces mesures peut figurer une réduction des vitesses maximales autorisées.

#### Boulevard périphérique de Paris (50km/h)
Lorsque les premiers tronçons du boulevard périphérique de Paris sont mis en service, la vitesse y est limitée à 60 kilomètres à l'heure, pour tester les possibilités de la nouvelle voie avec les différents moyens de transport qui l'empruntaient et surtout l'usage qu’en feraient les automobilistes. Cette limitation est confirmée par le décret du 12 octobre 1962 puisque cette voie est en agglomération et ne fait pas l’objet de dérogation. Toutefois cette dérogation intervient en 1965 avec l'arrêté du 11 janvier 1965, portant la vitesse maximale autorisée sur le boulevard à 80 km/h, sauf dans certaines zones dangereuses (au droit de la porte d'Orléans et en extrémité des pistes rapides). La vitesse limite à 80 km/h est généralisée à l'ensemble de l'infrastructure en 1993, constituant une exception au code de la route général français, puis à 70 km/h à partir de 2014. En 2024, la vitesse maximale autorisée est abaissée à 50 km/h, une mesure mise en place progressivement entre le 1er et le 10 octobre sous l’impulsion de la maire de Paris, Anne Hidalgo.

#### Régulation dynamique des vitesses sur voies à chaussées séparées
La régulation dynamique des vitesses consiste à donner aux conducteurs des consignes variables de vitesse à respecter (vitesse maximale autorisée), adaptées à une situation, en un point donné ou sur une section du réseau, par le biais de panneaux à messages variables. Ce système, mis en place lorsque le trafic monte en charge et approche de la saturation, permet de réduire les écarts de vitesse entre les véhicules, et ainsi d'augmenter l'occupation de la voie lente et de limiter les changements de voies.

#### Feux asservis à la vitesse
Cette section ne s'appuie pas, ou pas assez, sur des sources secondaires ou tertiaires indépendantes du sujet. Le texte peut contenir des analyses inexactes ou inédites de sources primaires.
Pour l'améliorer, ajoutez-en, ou placez des modèles {{Source secondaire souhaitée}} ou {{Source secondaire nécessaire}} sur les passages mal sourcés. (octobre 2023)
Certaines communes installent des feux tricolores qui passent au rouge ou au vert en fonction de la vitesse des véhicules en approche. Apparus depuis de nombreuses années, ces équipements n'étaient pas autorisés au regard de la réglementation sur la signalisation routière. Plusieurs questions ont été posées au gouvernement par des sénateurs, en juillet et octobre 2020 en particulier. Le ministère de l’Intérieur confirme dans sa réponse l’interdiction actuelle mais précise que, au regard de la contribution que peuvent apporter ces dispositifs à la modération de la vitesse des véhicules en traversée d'agglomération, notamment dans les petites communes, le gouvernement étudie les modalités de réglementation de ces dispositifs, notamment avec une expérimentation lancée en janvier 2020,,.
Depuis le 9 avril 2021, ces feux doivent obligatoirement être implantés en agglomération et en section courante, en dehors des passages pour piétons, des intersections et à l'écart du panneau d'entrée d'agglomération. Par ailleurs ils doivent fonctionner selon le principe suivant : en l'absence de véhicule, le signal est rouge au repos. Le passage au vert est asservi à la détection des véhicules en approche (détection de présence ou mesure de vitesse). Lorsque plus aucun véhicule n'est détecté, le signal repasse au repos au rouge,.

## Réglementation en vigueur dans les collectivités d'Outre-mer
L'Article 74 de la Constitution de la Cinquième République française donne aux collectivités d'outre-mer une autonomie sur la loi — comme le code de la route — et certaines vitesses sont définies par la loi dans le livre 4 du code de la route. Pour les collectivités d'outre mer, leur applicabilité est donnée dans le titre 4 de ce livre, pour certaines collectivités :
- dispositions particulières à la collectivité territoriale de Saint-Pierre-et-Miquelon. (Articles L441-1 à L441-2) ;
- dispositions applicables à Mayotte. (Articles L442-1 à L442-2) ;
- dispositions applicables en Polynésie française. (Article L443-1) ;
- dispositions applicables en Nouvelle-Calédonie. (Article L444-1).

La vitesse maximale autorisée n'est donc pas la même dans toutes les collectivités. Les départements d'outre-mer appliquent, eux, inconditionnellement le même code de la route qu'en métropole.

### Nouvelle-Calédonie
| Localisation       | Conditions particulières | Routes générales | Voies express et RT 1 |
| ------------------ | ------------------------ | ---------------- | --------------------- |
| Hors agglomération | conditions normales      | 90 km/h          | 110 km/h              |
| Hors agglomération | par temps de pluie       | 70 km/h          | 90 km/h               |
| En agglomération   | Cas général              | 50 km/h          | 50 km/h               |
| En agglomération   | Section aménagée         | 70 km/h          | 70 km/h               |

### Polynésie française
Les limitations sont définies par le gouvernement de la Polynésie française.
| Localisation       | Conditions particulières            | Routes générales | Route RT 5 (RDO) |
| ------------------ | ----------------------------------- | ---------------- | ---------------- |
| Hors agglomération | Sans pluie ou précipitations        | 80 km/h          | 90 km/h          |
| Hors agglomération | Avec pluie ou autres précipitations | 60 km/h          | 70 km/h          |
| En agglomération   | Sans pluie ou précipitations        | 60 km/h          |                  |
| En agglomération   | Avec pluie ou autres précipitations | 50 km/h          |                  |

## Histoire

### Des premières réglementations au premier code de la route (1860-1921)

#### Ordonnance du préfet de Paris de 1893
Si l’automobile proprement dite peut être définie comme un véhicule mécanisé léger destiné au transport « particulier » (quelques passagers), elle apparaît dans les années 1860 avec des services réguliers de transports avec des machines à vapeur. La première réglementation applicable aux automobiles, au sens moderne du terme, apparaît avec l’Ordonnance du préfet de police Louis Lépine 14 août 1893, sur le fonctionnement et la circulation sur la voie publique, dans Paris et dans le ressort de préfecture de police du des véhicules à moteur mécanique, autres que ceux qui servent à l’exploitation des voies ferrées concédées. La vitesse autorisée est de 12 km/h en agglomération,,.

#### Décret de 1899, première réglementation nationale

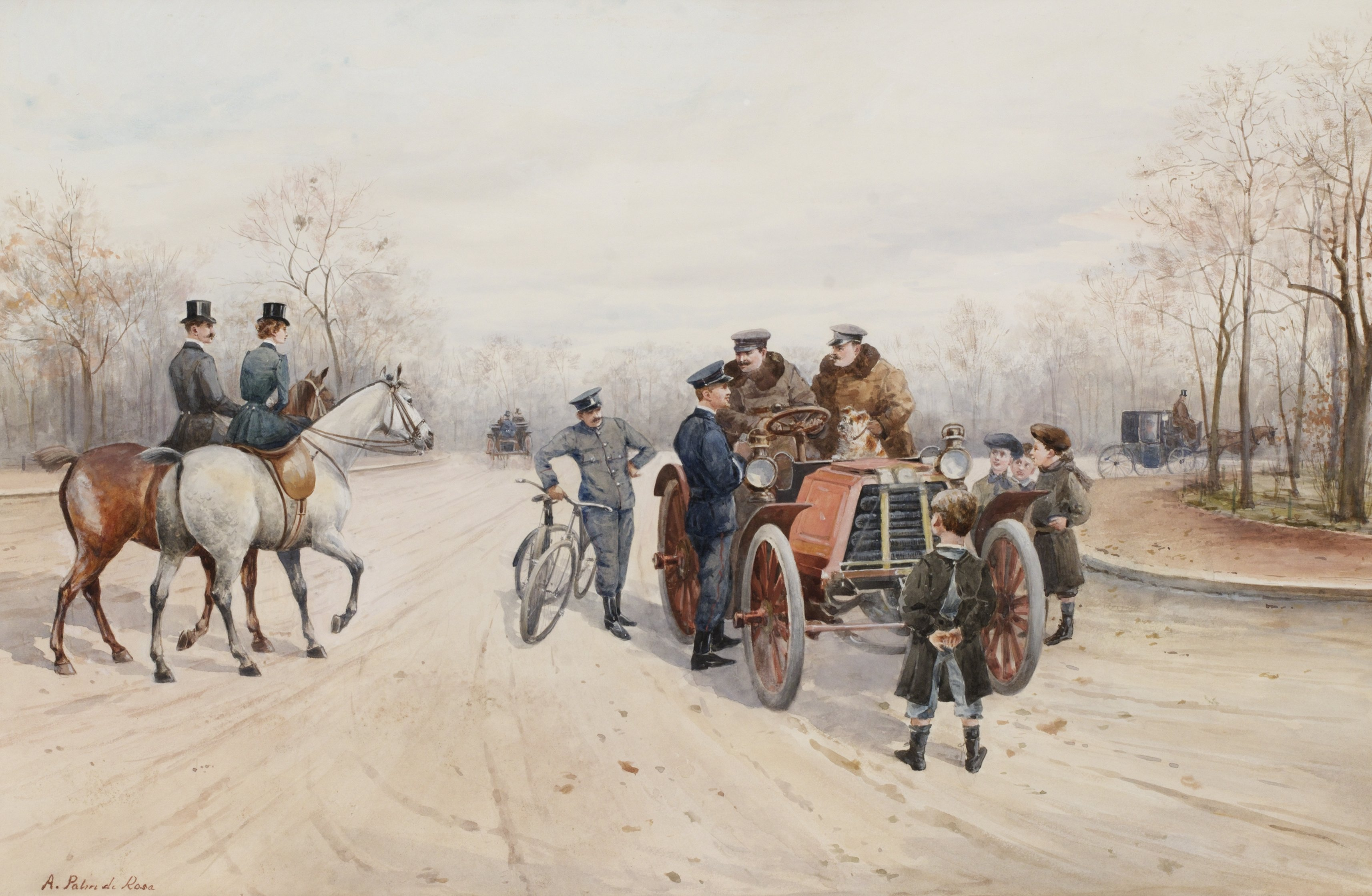
Amende pour excès de vitesse au bois de Boulogne, Anna Palm de Rosa.

Le marché des « voitures particulières » et « voitures publiques » s’étend. Même si le nombre des véhicules motorisés reste très limité (en mars 1899, il ne doit pas atteindre 3 000 automobiles et 9 000 motocycles, alors qu’il y avait 130 000 fiacres en 1895), une réglementation des automobiles devient souhaitable et est mise en œuvre avec le décret du 10 mars 1899 portant règlement pour la circulation des automobiles. Les vitesses autorisées augmentent, 20 km/h en agglomération et 30 km/h en rase campagne contre 12 et 20 km/h dans l’arrêté de 1893, et l’exposé des règles est considérablement simplifié. Le contrôle des vitesses reste alors toutefois très arbitraire.

#### Code de la route de 1921: «rester maître de sa vitesse»
Le décret du 27 mai 1921, amendé par le décret du 31 décembre 1922, constitue le premier code de la Route. Il ne fixe pas de limites de vitesse générale et utilise une formule qui sera celle du Code pendant près de soixante ans : « Le conducteur d’un automobile doit rester constamment maître de sa vitesse. » (art. 8 du décret de 1921 ou du décret de 1922),,.

### Vers le deuxième code de la route (1921-1954)
Dans l’entre-deux-guerres, le transport de marchandise attelé et les tramways et chemins de fer sur route laissent place respectivement au camion et à l’autobus tandis que l’automobile particulière et la motocyclette finissent de remplacer la voiture particulière attelée. Le parc de bicyclettes double. Le trafic routier de voyageurs quadruple, celui de marchandises double.
Si le code de la route de 1921 n’impose pas de limitation générale des vitesses, elle impose par contre des limites aux poids lourds, selon leur catégorie et la nature des bandages de roues. En 1937, un « limiteur de vitesse » ou un enregistreur de vitesse dont les bandes seront conservées trois mois au moins et tenues à la disposition des agents chargés de la police de la route sont imposées aux plus gros poids lourds.
Localement des arrêtés de limitation en agglomération sont pris. Dans le département de la Seine, par exemple, hors Paris qui n’est pas limité pour les véhicules de moins de 3 t, 79 communes s’accordent sur une limitation à 20 km/h en 1926. En Seine-et-Oise, un arrêté préfectoral de 1938 fixe une limite générale de vitesse en agglomération à 40 km/h pour les voitures particulières.
Le Gouvernement de Vichy revient, en décembre 1941, sur la limitation de vitesse en rase campagne, absente du code de 1921, en établissant une « limitation générale des vitesses » à 40 km/h en agglomération et à 80 km/h en rase campagne pour les voitures particulières, 60 km/h pour les petits camions (moins de deux tonnes de charge utile) et 40 km/h pour les plus gros. Mais la plupart des décrets ou lois de cette période sont annulés à la Libération.

### Vers la première limitation générale de vitesses (1954-1973)
Les performances des véhicules, leur nombre et celui des accidents augmentent, avec une connaissance qui s’améliore, puisqu’en 1953-1954 la mise en place d’un nouveau système statistique avec traitement informatique permettait des analyses plus faciles et plus complètes, s’appuyant sur un « formulaire » dénommé plus tard « bulletin d’analyses d’accident corporel de la route » (BAAC). Le besoin de limiter la vitesse émerge à nouveau et diverses expériences de limitation de vitesse à 80 km/h sur routes nationales sont entreprises lors de week-ends de l'été 1958, puis en 1959, 1960 et 1961.
Une décision majeure qui en résulte est la limitation de la vitesse en agglomération à 60 km/h, prise par décret no 62-1179 du 12 octobre 1962, avec dérogation possible à 80 km/h s’imposant si la municipalité n’a pas déjà décidé des limites inférieures. Mais une période de latence s’ensuit de 1963 à 1969, année où la vitesse des conducteurs titulaires du permis depuis moins d'un an est limitée à 90 km/h et où une nouvelle expérience de limitation de vitesse sur 1 600 km de routes nationales est entreprise, cette fois de manière permanente et non uniquement les week-ends.
Sous l’impulsion de Jacques Chaban-Delmas, une « Table Ronde de la sécurité routière », regroupant un grand nombre d’acteurs, qui sont, ce qui est nouveau, des représentants des diverses associations spécialisées, des organisations professionnelles et des usagers eux-mêmes, est organisée. De nouvelles expérimentations de limitations sont effectuées en 1971 et débouchent en juin 1973 sur une limite à 100 km/h sur toutes les routes hors agglomération, avec dérogations à 110 ou 120 km/h fixées par des arrêtés ministériels ou préfectoraux (13 100 km d’itinéraires sont concernés). En décembre la vitesse sur autoroute est limitée à 120 km/h et sur toutes les autres routes à 90 km/h. En mars 1974, Georges Pompidou, pour manifester sa réticence à l’égard de la mesure, porte la limitation de vitesse sur autoroute à 140 km/h. Celle-ci est finalement ramenée à 130 km/h en novembre 1974.

### Opposition et échec de la responsabilisation (1974-2000)
Cette mesure de limitation des vitesses rencontre l’opposition de certaines associations d’automobilistes comme l’Association Française des Automobilistes qui, en 1980 après ses états généraux, tout en ne remettant pas en cause le principe de limitation de la vitesse sur les routes, estime aberrant le principe des seuils uniques à 90, 110 ou 130 km/h, la préférence allant à des seuils modulés selon les circonstances et la qualité de l’infrastructure.
Peu de mesures réglementaires nouvelles sont prises sur la période 1985-2002, si ce n’est quelques compléments aux anciennes grandes mesures, comme une baisse de la vitesse limite en agglomération à 50 km/h en 1991. Mais, devant l’échec de la responsabilisation des conducteurs, deux décrets visant à durcir les sanctions sont pris en 1998 et 1999 : création d’une contravention de 5e classe très onéreuse pour sanctionner « l’excès de vitesse égal ou supérieur à 50 km/h » dit « grand excès de vitesse » et d’un « délit de récidive de l’excès de vitesse égal ou supérieur à 50 km/h ».

### Durcissement des sanctions et contrôles automatisés (2000-2015)
Le Comité interministériel de la sécurité routière du 2 avril 1999 exprime la nécessité d’intensifier les contrôles de vitesse et décide un renforcement de l’équipement des forces de l’ordre en moyens de contrôle, notamment automatiques. À compter de cette date le nombre de radars va augmenter continuellement. Il s’établit à 70 au 31 décembre 2003, 400 au 31 décembre 2004, 1 003 au 31 décembre 2005  (690 fixes et 313 embarqués), 1 200 au 31 décembre 2006, 1 850 au 31 décembre 2007.
Au début des années 2000, plusieurs textes viennent durcir les sanctions en cas de dépassement d’une limite de vitesse avec, entre autres, a loi du 15 novembre 2001 étend la rétention du permis sur place (déjà appliquée pour la conduite sous l’influence de l’alcool) aux excès de vitesse de plus de 40 km/h. De même de nouvelles limitations par construction de certains véhicules lourds.
Parallèlement, diverses mesures sont prises pour une « circulation apaisée » en agglomération sur la période 1990-2015. Au cours des années 1980-90 : La démarche « ville plus sûre, quartiers sans accidents », avait abouti à la création de la zone 30. En  2006, est lancée par le ministre des Transports la démarche « code de la rue » à laquelle participent les associations d’élus, de professionnels, et d’usagers. Cette démarche vise à mieux faire connaître la réglementation actuelle du code de la route en milieu urbain ainsi qu’à faire évoluer ce code pour tenir compte de l’évolution des pratiques de l’espace public. Elle débouche en particulier en 2008 sur la définition d’un nouvel espace, la « zone de rencontre », où la vitesse limitée à 20 km/h.

### 80 km/h sur les routes bidirectionnelles (2013-2020)

#### Phase préliminaire (2015-2017)
Une nouvelle évolution majeure survient en 2018 et soulève certaines contestations : la réduction à 80 km/h sur les routes bidirectionnelles. Dans un contexte caractérisé par des objectifs d'amélioration de la sécurité routière et de réduction de la mortalité routière, les origines de cette mesure sont à trouver dans une étude de mars 2013 qui met en avant une relation entre vitesse et accidentalité et suggère que la mortalité pourrait être moindre pour les usagers qui circulent à une vitesse inférieure à la vitesse maximale autorisée. Le ministre de l'Intérieur Manuel Valls lance une réflexion en juin 2013 avec comme objectif une réduction de « moins de 2 000 personnes tuées par an d’ici à 2020 » et sollicite pour cela le Conseil national de la sécurité routière (CNSR). Celui-ci présente en novembre 2013 un rapport qui estime qu'une baisse de la vitesse maximale autorisée de 10 km/h pourrait entraîner une baisse de 350 à 400 morts par an.
Dès la parution de cette mesure, des détracteurs s'opposent aux arguments des adeptes de la mesure. La Ligue contre la violence routière, favorable aux réductions de vitesse, avance que la démarche s'appuie sur le modèle de Nilsson datant de 1982 : « Lorsque la vitesse moyenne baisse de 1 %, dans tous les pays il y a 4 % de tués en moins ». À l'opposé, l'association 40 millions d'automobilistes, l'un des principaux opposants à la mesure, lance une pétition nationale assortie d'une lettre ouverte adressée à Manuel Valls, affirmant que « les vitesses actuelles sur les routes secondaires ne représentent pas un danger mortel ».
Une phase d'expérimentation est engagée de 2015 à 2017. Le rapport sur cette expérimentation est mis en ligne le 7 février 2018. Il met en avant que la mesure a engendré une baisse moyenne des vitesses pratiquées pour tous les véhicules de 4,7 km/h.

#### Mise en place de la mesure (juillet 2018)
La mesure est finalement prise avec le décret du 15 juin 2018 et entre en vigueur appliquer au 1er juillet 2018, soulève une vague de protestations de l'opposition politique. Les présidents de 28 conseils départementaux demandent ainsi au gouvernement d’y renoncer, considérant que « les habitants des territoires ruraux sont directement impactés par cette mesure, la voiture constituant souvent le seul moyen de transport de proximité ». Le rapport du groupe de travail mis en place par le Sénat, publié le 18 avril 2018, constate des insuffisances de l’expérimentation et demande une mesure ciblée uniquement sur les routes accidentogènes.
Le décret est finalement signé le 15 juin 2018 et entre en vigueur le 1er juillet 2018. Il réduit la vitesse maximale autorisée de 90 à 80 km/h sur les routes bidirectionnelles à chaussée unique sans séparateur central.

#### Mouvement des «Gilets jaunes»
En novembre 2018, le mouvement des Gilets jaunes bloque un nombre important de ronds-points dans les régions françaises. Une note de l'Institut des politiques publiques identifie la fronde anti-80 km/h comme un précurseur de ce mouvement. Le mouvement est accompagné d’une destruction massive de radars.

#### Effet sur la mortalité
Selon une analyse du Centre d'études et d'expertise sur les risques, l'environnement, la mobilité et l'aménagement, pour la période de juillet 2018 à fin 2019, la mesure a permis d'épargner 331 vies humaines par rapport à la moyenne 2013-2017,. L'année précédente, l'Observatoire national interministériel de la sécurité routière avait publié une estimation intermédiaire faisant ressortir que 127 morts avaient été évitées au cours de la seconde moitié de 2018.
Au début de l'année 2020, la pandémie de Covid-19 a conduit à une forte baisse du trafic et compromis le recueil des données, rendant difficile une évaluation correcte de la mesure sur 24 mois. Certains élus et commentateurs sont néanmoins sceptiques sur la faisabilité même de cette évaluation.

### Retour à 90 km/h sur certains itinéraires (2020-2021)
Entendant une certaine contestation de la limitation à 80 km/h, le président de la République début 2019 lors du grand débat national envisage de revenir en partie sur la limitation de vitesse à 80 km/h. 48 départements annoncent en juin 2019 leur intention de revenir à 90 km/h. La loi d'orientation des mobilités, promulguée le 26 décembre 2019, autorise finalement les collectivités gestionnaires de réseaux routiers, qui le souhaitent, à augmenter la limitation de vitesse de 80 à 90 km/h sur les sections de routes hors agglomération à double-sens sans séparateur central qui le permettent.
Début janvier 2020, la Haute-Marne est le premier département à repasser à 90 km/h sur 15 tronçons, malgré l'avis défavorable de la commission de sécurité routière. À l'été 2020, 15 000 km de routes concernant 17 départements étaient repassés aux 90 km/h. En juin 2021, alors que les retours aux 90 km/h concernent une trentaine de départements, une étude de la société Coyote affirme que 8 Français sur 10 déclarent avoir des doutes concernant la limitation de vitesse à 80 ou 90 km/h en fonction des départements.
En fait, 12 départements ont finalisé leurs relèvements au cours du premier semestre de l’année 2020 ; 15 ont finalisé leurs relèvements au cours du second semestre de 2020 ; 10 ont finalisé leurs relèvements au cours du premier semestre de 2021.
Selon un rapport du ministère de l'Intérieur au Parlement datant de septembre 2021, environ 33 428 kilomètres de routes de 37 départements, surtout à dominante rurale et avec une faible densité de population, ont vu leur vitesse maximale revenir à 90 km/h. Les conseils départementaux évoquent surtout la nécessité de « fluidifier le trafic et remédier à l'augmentation des files d'accumulation de véhicules, notamment derrière les poids lourds, générant des prises de risque lors des dépassements », et de « diminuer les temps de parcours pour lutter contre l'enclavement des territoires ». Les effets du retour aux 90 km/h sur la mortalité routière ont été mesurés de façon très hétérogène, empêchant d'en dresser le bilan. Le rapport est finalement révélé par la Ligue de défense des conducteurs fin novembre 2021,. D'autres voient dans le retour aux 90 km/h une mesure démagogique.
L'Observatoire national interministériel de la sécurité routière indique dans son bilan Accidentalité routière 2021 que dans les 38 départements repassés même partiellement aux 90 km/h, il y a eu 655 tués sur les routes hors agglomérations et hors autoroutes, ce qui est « un bilan stable par rapport à 2019 », mais indique également que dans les 57 départements restés aux 80 km/h, il y a eu une chute de 16,4 % du nombre de tués sur les routes hors agglos et autoroutes, dans un contexte de baisse de la circulation par rapport à 2019. La presse automobile regrette toutefois l'absence d'analyse précise des causes d'accidents,.

### Chronologie simplifiée
Le tableau chronologique ci-après reprend les grandes dates de fixation des maxima de vitesse autorisés.
| Année           | Autoroutes | Routes à deux chaussées séparées par un terre-plein central                                                      | Autres routes |
| --------------- | --- | --- | --- |
| 1893            | 12 km/h, dans Paris et dans les lieux habités ; 20 km/h possible en rase campagne                                | 12 km/h, dans Paris et dans les lieux habités ; 20 km/h possible en rase campagne                                | 12 km/h, dans Paris et dans les lieux habités ; 20 km/h possible en rase campagne |
| 1921            | Suppression de toute limitation                                                                                  | Suppression de toute limitation                                                                                  | Suppression de toute limitation |
| 1962            | 60 km/h en agglomération, avec relèvement possible à 80 km/h dans certaines traverses sur les grands itinéraires | 60 km/h en agglomération, avec relèvement possible à 80 km/h dans certaines traverses sur les grands itinéraires | 60 km/h en agglomération, avec relèvement possible à 80 km/h dans certaines traverses sur les grands itinéraires |
| 1969            | Limitation à 90 km/h pour les jeunes conducteurs                                                                 | Limitation à 90 km/h pour les jeunes conducteurs                                                                 | Limitation à 90 km/h pour les jeunes conducteurs |
| 1972            | | 100 km/h | 100 km/h |
| 1973            | 120 km/h | 90 km/h | 90 km/h |
| 1974 (mars)     | 140 km/h | 120 km/h | 90 km/h, |
| 1974 (novembre) | 130 km/h | 110 km/h | 90 km/h, |
| 1982            | 110 km/h par temps de pluie                                                                                      | 100 km/h par temps de pluie                                                                                      | 80 km/h par temps de pluie |
| 1985            | Nouvelles dispositions pour les plus de 10 tonnes                                                                | Nouvelles dispositions pour les plus de 10 tonnes                                                                | Nouvelles dispositions pour les plus de 10 tonnes |
| 1990            | | | 50 km/h en agglomération - création de la notion de zone 30 à 30 km/h |
| 1992            | 50 km/h en cas de visibilité inférieure à 50 mètres                                                              | 50 km/h en cas de visibilité inférieure à 50 mètres                                                              | 50 km/h en cas de visibilité inférieure à 50 mètres |
| 1993            | | 80 km/h sur le boulevard périphérique de Paris                                                                   | |
| 2008            | | | Création de la zone de rencontre à 20 km/h |
| 2014            | | 70 km/h sur le boulevard périphérique de Paris                                                                   | |
| 2015            | | | Art. L. 2213-1-1. du code général des collectivités territoriales : le maire peut, par arrêté motivé, fixer pour tout ou partie des voies de l’agglomération ouvertes à la circulation publique une vitesse maximale autorisée inférieure à celle prévue par le code de la route. |
| 2018            | | | 80 km/h hors agglomération (1er juillet 2018) 90 km/h hors agglomération sur les routes sans terre-plein central comportant au moins deux voies affectées à un même sens de circulation                                                                                           |
| 2020 et 2021    | | | Pour certains départements, retour de la limitation à 90 km/h sur quelques milliers de kilomètres de routes bidirectionnelles hors agglomération |
| 2024 (octobre)  | | 50 km/h sur le boulevard périphérique de Paris                                                                   | |

## Contrôles et sanctions en cas de dépassement

### Barème des sanctions
Ces sanctions sont définies à l'article R413-14 du code de la route, :
- Dépassement de 50 km/h ou plus : amende prévue pour les contraventions de la cinquième classe,
- Dépassement de 30 km/h ou plus : amende prévue pour les contraventions de la quatrième classe et :
  - La suspension, pour une durée de trois ans au plus, du permis de conduire, cette suspension pouvant être limitée à la conduite en dehors de l'activité professionnelle ;
  - L'interdiction de conduire certains véhicules terrestres à moteur, y compris ceux pour la conduite desquels le permis de conduire n'est pas exigé, pour une durée de trois ans au plus ;
  - L'obligation d'accomplir, à ses frais, un stage de sensibilisation à la sécurité routière.

En synthèse le nombre de points du permis de conduire perdus et les sanctions encourues sont, selon les infractions, les suivantes :
| Dépassement de vitesse                           | Perte de points | Classe de l'infraction | Montant de l'amende | Montant de l'amende | Montant de l'amende | Montant de l'amende |
| Dépassement de vitesse                           | Perte de points | Classe de l'infraction | Amende forfaitaire  | Amende minimum      | Amende majorée      | Amende maximale     |
| ------------------------------------------------ | --------------- | ---------------------- | ------------------- | ------------------- | ------------------- | ------------------- |
| Supérieur à 50 km/h avec récidive                | 6 Points        | Délit                  |                     |                     |                     | 3 750 €             |
| Supérieur à 50 km/h                              | 6 Points        | Classe 5               |                     |                     |                     | 1 500 €             |
| Inférieur à 50 km/h                              | 4 Points        | Classe 4               | 135 €               | 90 €                | 375 €               | 750 €               |
| Inférieur à 40 km/h                              | 3 Points        | Classe 4               | 135 €               | 90 €                | 375 €               | 750 €               |
| Inférieur à 30 km/h                              | 2 Points        | Classe 4               | 135 €               | 90 €                | 375 €               | 750 €               |
| Inférieur à 20 km/h en ville ou limité à 50 km/h | 1 Point         | Classe 4               | 135 €               | 90 €                | 375 €               | 750 €               |
| Inférieur à 20 km/h hors agglomération           | 1 Point         | Classe 3               | 68 €                | 45 €                | 180 €               | 450 €               |

### Répartition des contraventions
En France, 58 % des contraventions pour excès de vitesse sont dressées pour des dépassements de moins de 5 km/h de la vitesse maximale autorisée, et 95 % pour des dépassements de moins de 20 km/h,.

## Pouvoirs de police en matière de vitesse
La vitesse maximale autorisée peut toutefois faire l’objet de modulations, à la hausse comme à la baisse, par les autorités détentrices du pouvoir de police de la circulation en application de l’article L. 2213-1 du code général des collectivités territoriales. Les articles du code de la Route R411-4, R413-1, R413-3, R411-8 du code de la Route précisent les compétences de chacun en la matière selon le type de route.
La limite peut ainsi être relevée à 70 km/h « sur les sections de route où les accès des riverains et les traversées des piétons sont en nombre limité et sont protégées par des dispositifs appropriés », selon les termes de l’article R. 413-3 du code de la route. Précédemment fixée à 80 km/h, cette limite a été abaissée à 70 km/h par le décret no 2014-3 du 3 janvier 2014.
|                                                   | En agglomération                                   | En agglomération                                   | En agglomération                     | Hors agglomération |
| Voie et classement                                | Zone 70 Zone 30 Zone de rencontre                  | Autres vitesses inférieures à 50 km/h              | Augmentation de la vitesse à 70 km/h |                    |
| ------------------------------------------------- | -------------------------------------------------- | -------------------------------------------------- | ------------------------------------ | ------------------ |
| Route nationale                                   | Maire après avis conforme du Préfet                | Maire après avis conforme du Préfet                | Préfet Avis Maire                    | Préfet             |
| Route départementale classée à grande circulation | Maire après avis conforme du Préfet et avis du PCD | Maire après avis conforme du Préfet et avis du PCD | Préfet Avis Maire et PCD             | PCD Avis Préfet    |
| Route départementale                              | Maire après consultation du PCD                    | Maire                                              | Maire Avis PCD                       | PCD                |
| Voie communale                                    | Maire                                              | Maire                                              | Maire                                | Maire              |
| PCD : Président du Conseil départemental          |                                                    |                                                    |                                      |                    |

## Signalisation
En France, la limitation de vitesse peut-être définie par le type de voie — autoroute, agglomération, hors agglomération —, par des ellipses marquées au sol en agglomération, par des panneaux de signalisation de vitesse ou par des panneaux dynamiques.

### Panneaux de signalisation
Les panneaux réglementaires utilisés en France en matière de limitation de vitesse sont les suivants :

B14. Limitation à une vitesse maximale donnée.
B33. Fin de limitation à une vitesse maximale donnée.
B52. Zone de rencontre, vitesse limitée à 20 km/h.
B53. Fin de zone de rencontre.
B30. Zone à vitesse limitée à 30 km/h.
B51. Fin de zone à vitesse limitée à 30 km/h.
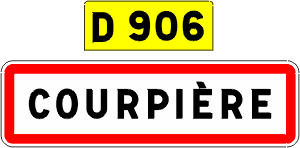
EB10. Entrée d'agglomération, zone à vitesse limitée à 50 km/h.
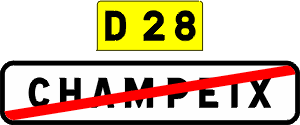
EB20. Sortie d'agglomération.
SR3e. Zone à vitesse contrôlée par radars automatiques, avec reproduction de la vitesse limite.

#### Cas général
La signalisation de limitation de vitesse se fait à l'aide du panneau B14 et la fin avec le panneau B31.

#### Paliers de décélération
Si la limitation de vitesse exige d'une proportion notable de véhicules une décélération importante, il est recommandé de placer un premier panneau B14 avec un panonceau de distance M1 et de répéter le signal B14 à la distance indiquée sur le premier panneau.
Sur les routes parcourues par une circulation rapide, on implante plusieurs panneaux avec l'indication de vitesses dégressives par paliers de 20 km/h.
Les panneaux sont espacés de 100 m. Sur les routes à circulation très rapide, cette distance peut être augmentée, sans cependant dépasser 200 m.

#### Hors agglomération
En dehors des agglomérations, il n'y a pas lieu, en principe, de signaler les limitations de vitesse qui résultent de la réglementation générale (80 km/h sur les routes bidirectionnelles depuis le 1er juillet 2018). On ne le fera que lorsqu'il peut y avoir doute sur la vitesse applicable. Ce sera notamment le cas sur les routes à une seule chaussée où les deux sens de circulation sont séparés par une bande hachurée ou par des bordures ne laissant pas entre elles un véritable terre-plein ou cours de glissières : de telles chaussées doivent en effet être considérées comme uniques. Par exception, lors du passage de deux chaussées séparées à une chaussée unique, il est conseillé de signaler la vitesse autorisée sur cette dernière.
S'il existe une limitation de vitesse inférieure à celle résultant de la réglementation générale on implante un panneau B14 après chaque intersection rencontrée autre que celles avec des voies privées non ouvertes à la circulation publique ou des chemins de terre. Il est conseillé de répéter ces panneaux de manière que, hors agglomération, les automobilistes en rencontrent un tous les 1 500 m environ. Ces panneaux sont alors complétés, soit par un panonceau d'étendue M2, soit par un panonceau d'indications diverses M9 portant le mot « RAPPEL ».

#### En agglomération
Lorsque le plafond de vitesse de 50 km/h prévu à l'intérieur des agglomérations, n'est pas modifié par décision des autorités locales compétentes, il n'y a pas en principe à implanter de panneaux B14, le panneau EB10 d'entrée d'agglomération suffit.
Si des panneaux B14 s'avèrent néanmoins utiles, notamment dans les zones suburbaines, ils doivent être complétés par un panonceau d'indications diverses M9 portant le mot « RAPPEL ». S'il existe dans une rue une limitation de vitesse différente de la réglementation générale dans la traversée la vitesse correspondante doit être signalée à tous les usagers abordant cette rue autrement que par une voie privée non ouverte à la circulation publique ou qu'un chemin de terre.
Dans les cas exceptionnels où l'autorité compétente a institué sur l'ensemble de l'agglomération une limitation de vitesse inférieure à 50 km/h, cette mesure est signalée uniquement aux entrées de l'agglomération par un panneau B14 placé sur le support du panneau EB10.
Une zone 30 est annoncée par un signal B30 placé à chacune des entrées de la zone. Il n'est pas normalement nécessaire de le rappeler à l'intérieur de cette zone, sauf en cas d'ambiguïté, notamment à la sortie des parkings publics où un signal B30 complété par un panonceau "RAPPEL" peut être implanté.
À chacune des sorties d'une zone « 30 » est mis en place un signal B51 de fin de zone.

#### Cas particuliers
Lorsque la limitation de vitesse ne concerne que certaines catégories de véhicules, il y a lieu d'adjoindre au panneau B14 un panonceau de catégorie M4.
Lorsqu'une voie de décélération comporte une limitation de vitesse, le panneau B14 doit être complété par un panonceau directionnel M3 ayant une flèche oblique, pointe dirigée vers le bas dans le cas où il y aurait ambiguïté pour les usagers de la chaussée principale.

### Signalisation dynamique
La signalisation peut aussi être dynamique: la modulation dynamique de vitesse est utilisée sur l'autoroute A25.

### Usages
Selon la réglementation générale ou locale, de multiples limitations de vitesses peuvent être mises en place.

#### 30km/h
Elle est présente dans les quartiers résidentiels où elle s'applique généralement à un ensemble de voies appelé « zone 30 ». Cette limitation est fréquente en agglomération, hors des axes principaux, sur les voies servant à desservir les zones d'habitations ainsi qu'aux abords des écoles. Elle est également utilisée lorsque le 50 km/h s'avère dangereux, en raison notamment de l'étroitesse des rues, de leur caractère accidentogène ou de la présence particulièrement élevée de piétons. Ils sont aussi placés a l'entrée de certaines villes pour faire réduire la vitesse des usagers.

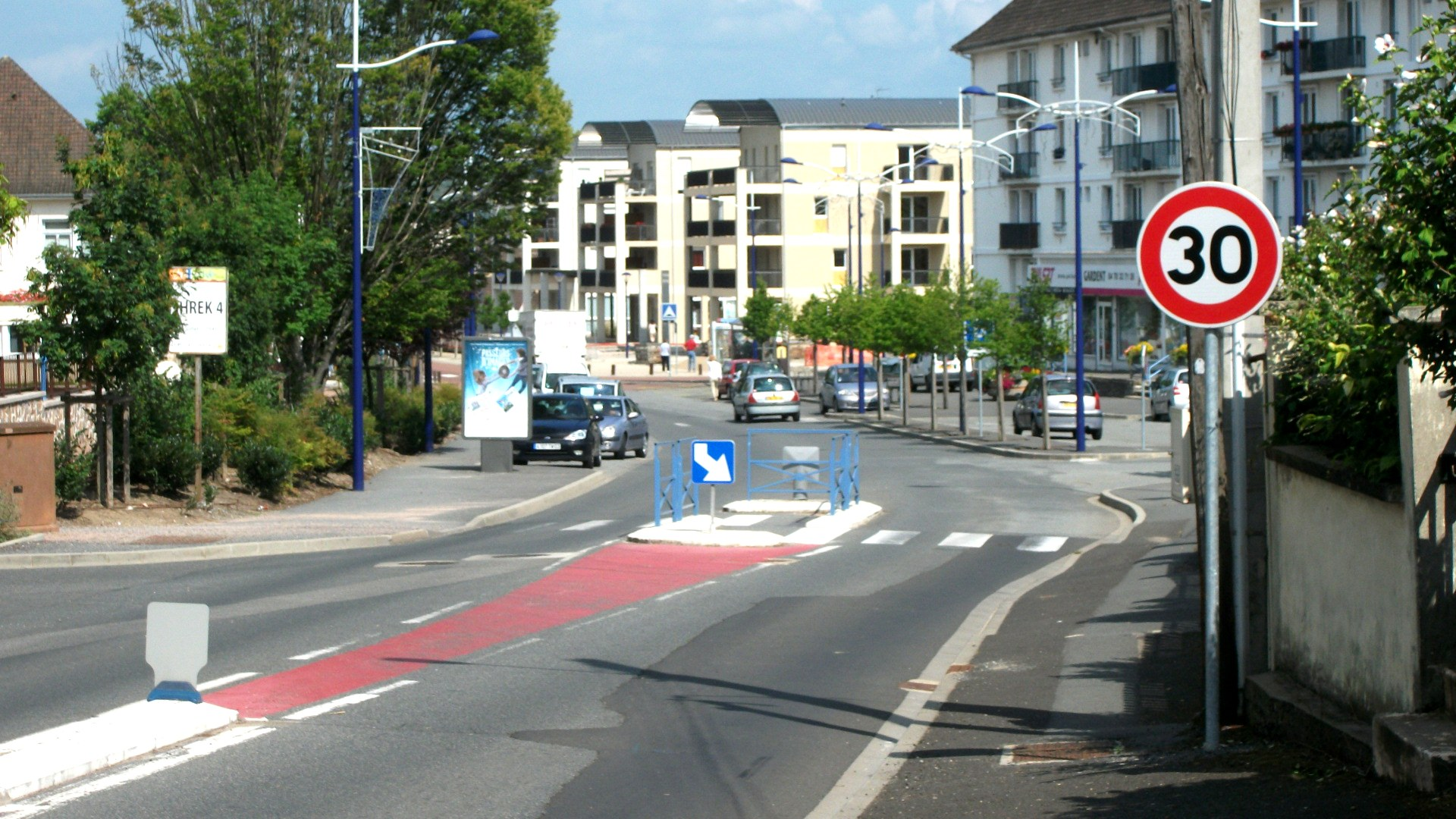
30 km/h sur la D984 à Bellerive-sur-Allier.
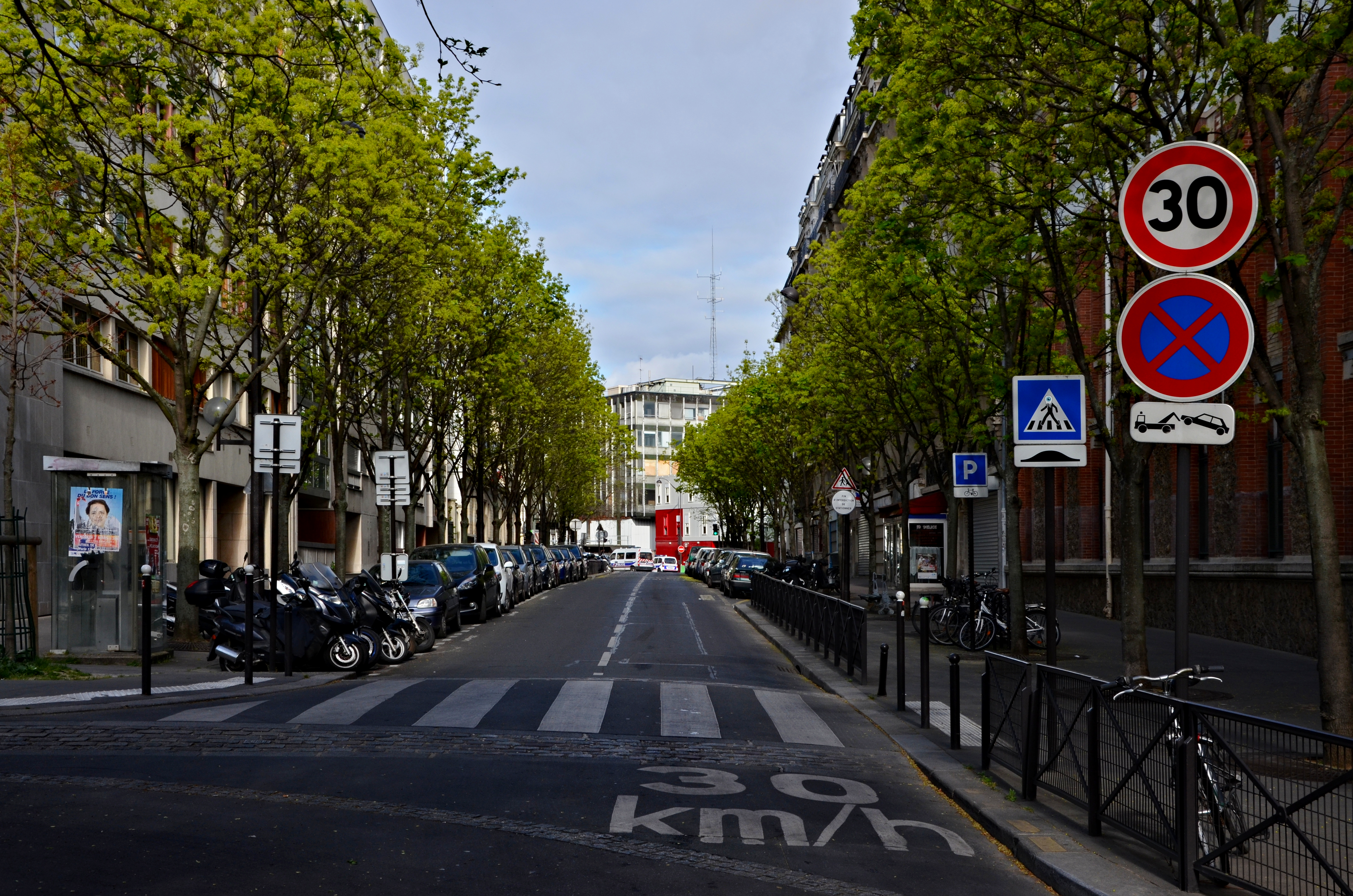
30 km/h à l'entrée d'une rue résidentielle de Paris.
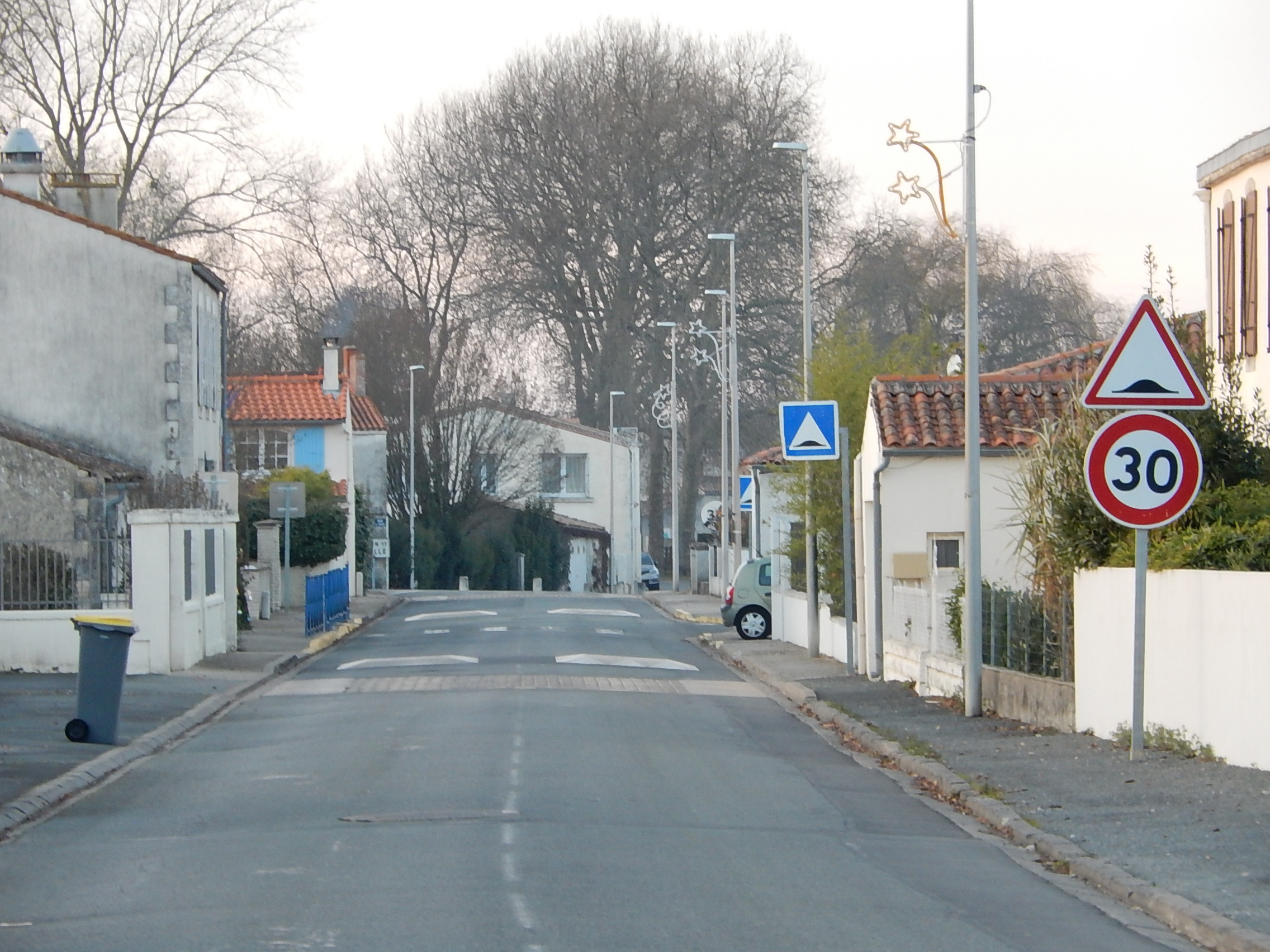
30 km/h pour passer un ralentisseur à Longèves.
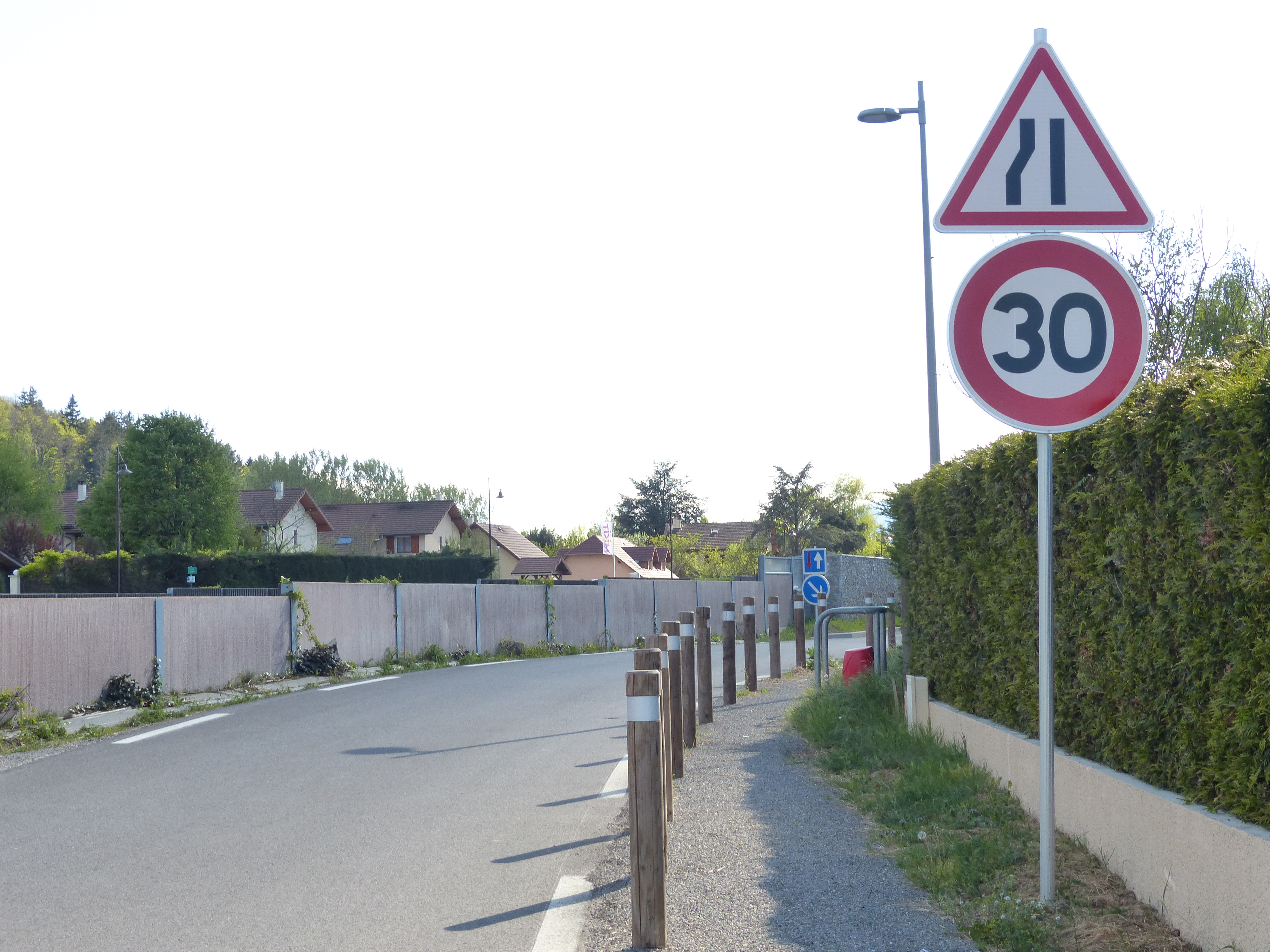
30 km/h devant un rétrécissement de voie à Cranves-Sales.
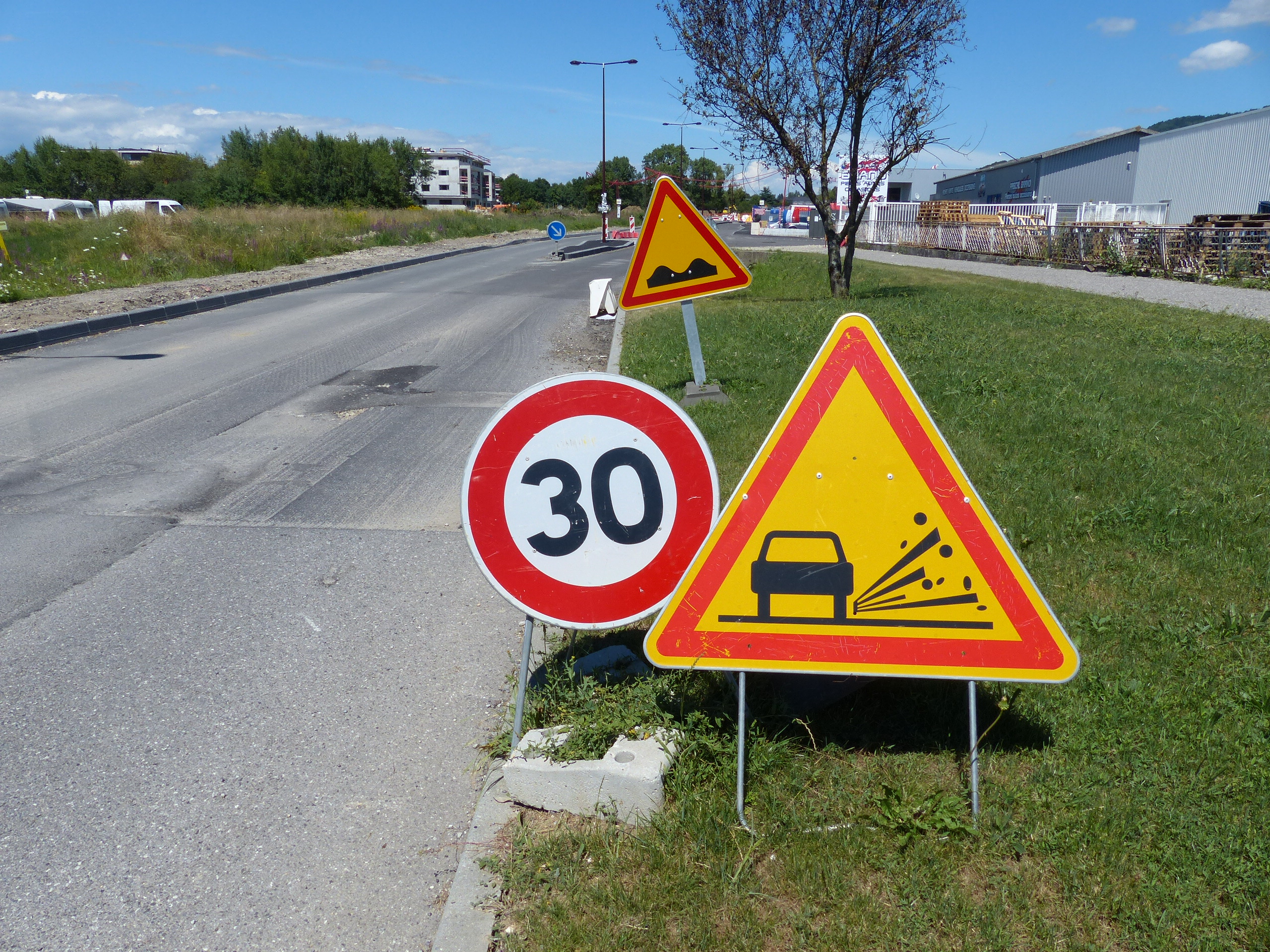
30 km/h à cause de travaux à Cranves-Sales.
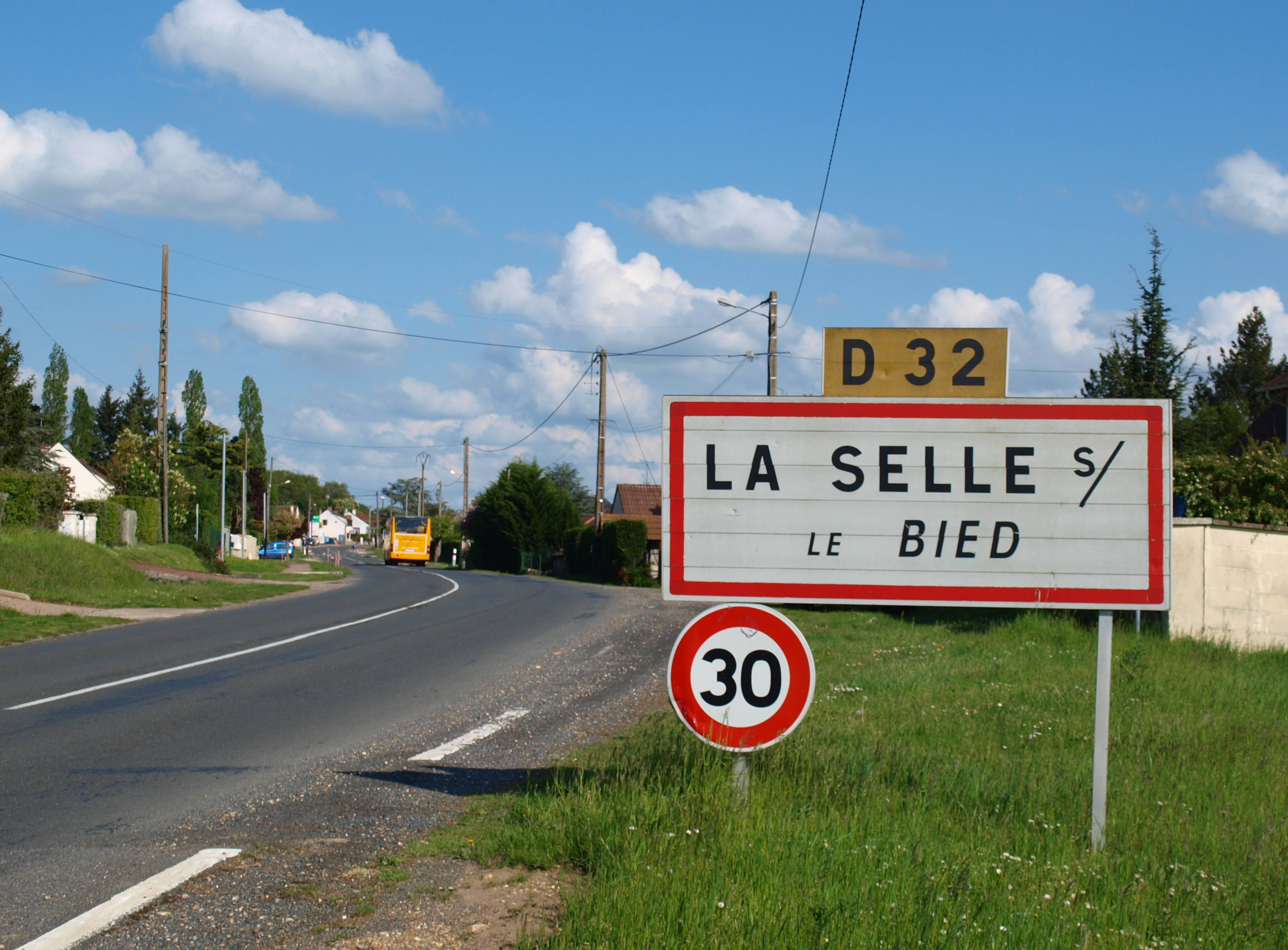
30 km/h en entrée de la localité de La Selle-sur-le-Bied.
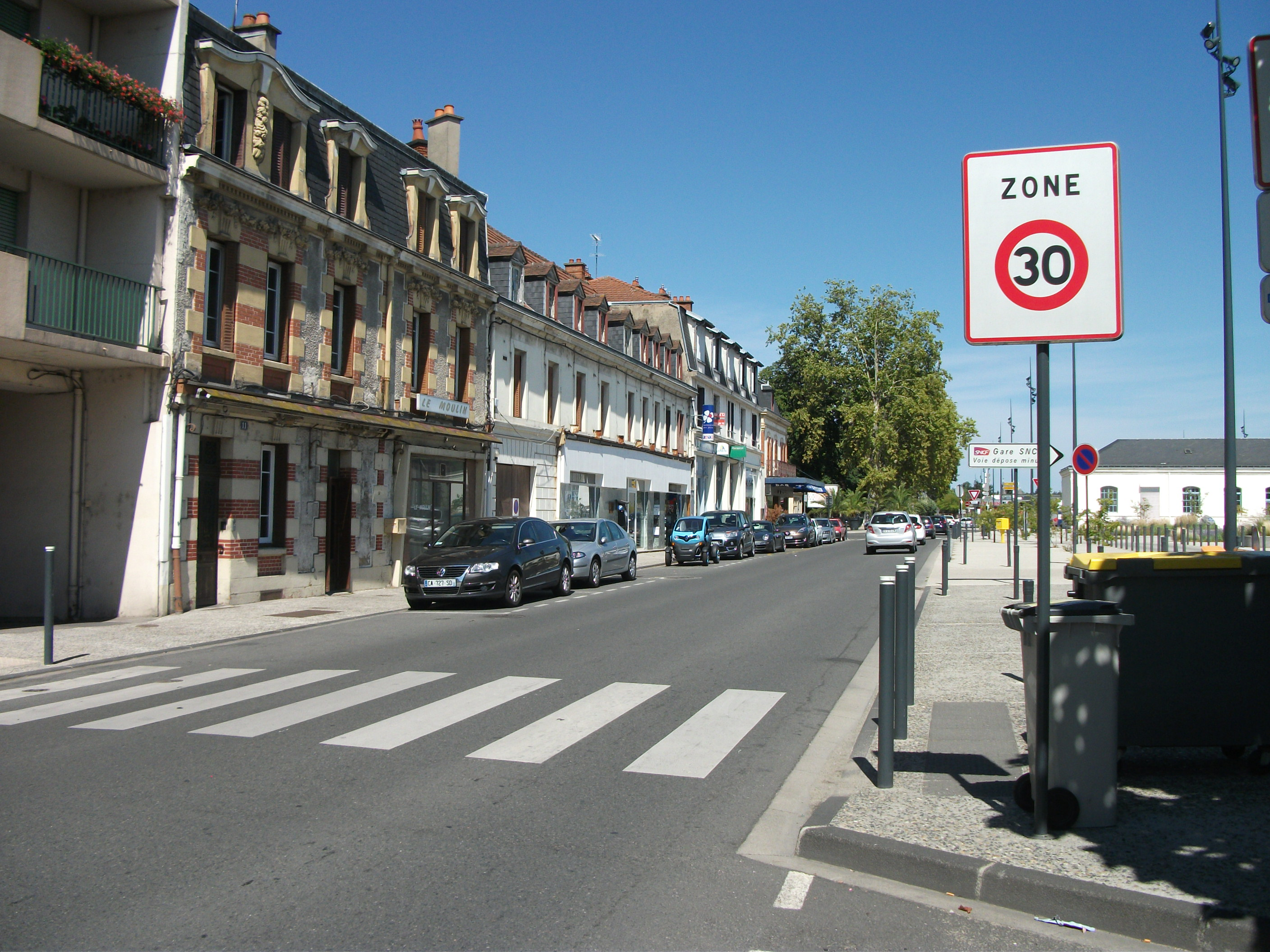
Zone 30 près de la gare de Moulins-sur-Allier.
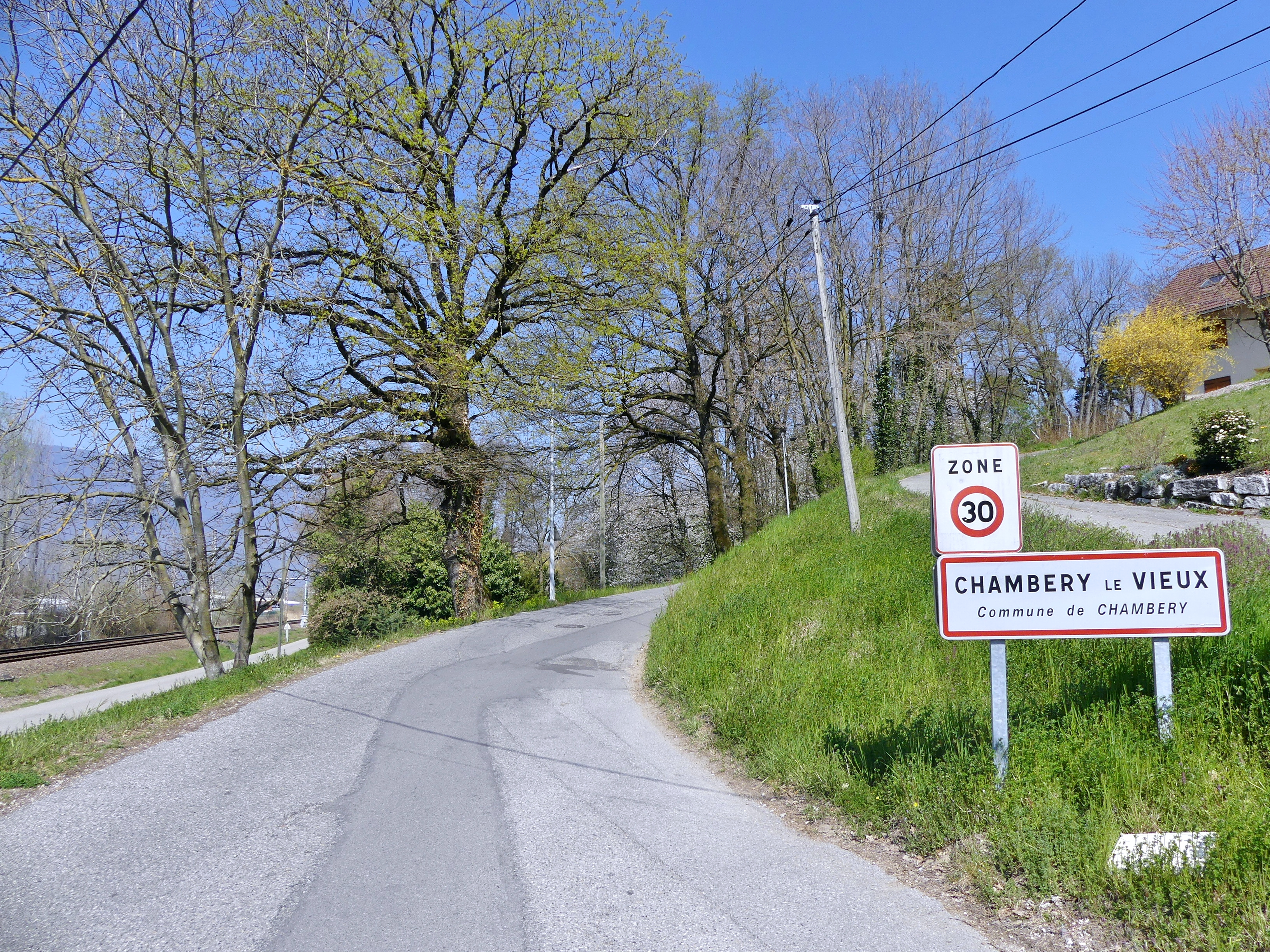
Zone 30 en entrée d'agglomération, Chambéry-le-Vieux, Savoie.
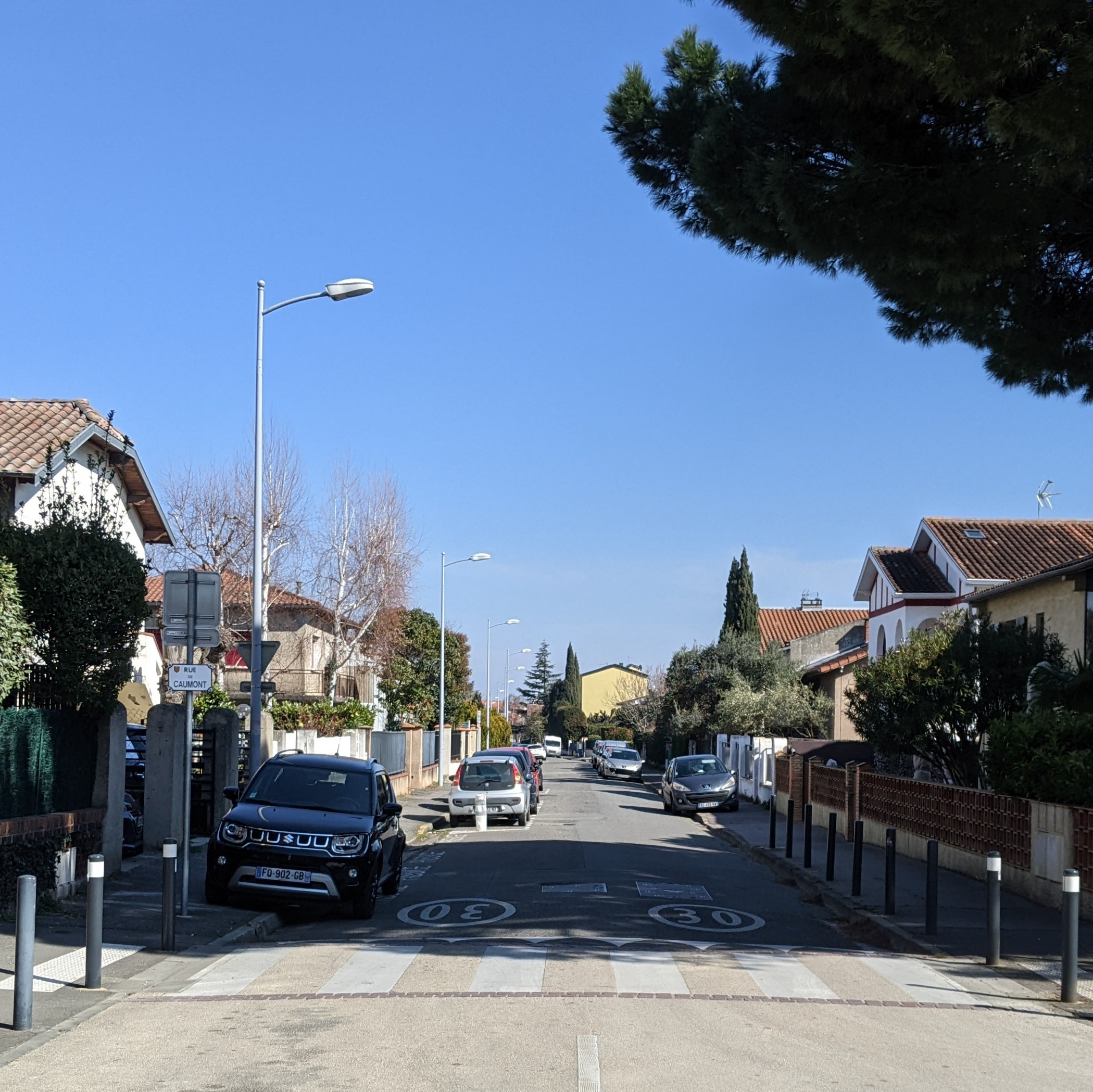
Signalisation au sol de (rappel de) limitation de vitesse à 30 km/h par une ellipse marquée du nombre « 30 ».

#### 50km/h
50 km/h est la vitesse maximale en agglomération depuis le 1er décembre 1990. En 1990 cette limite a été établie en fonction des limites physiologiques humaines (perception visuelle, temps de réaction incompressible d'au moins une seconde, résistance aux chocs, etc.) et de lois physiques fondées sur le rapport distance/ vitesse/ temps, pour remplacer l'ancienne limitation de 60 km/h. 50 km/h est une limitation qui a alors pour objectif de réduire les risques encourus par les piétons notamment. Depuis octobre 2024, cette limite s'applique aussi au boulevard périphérique de Paris.
À 50 km/h sur chaussée sèche, la distance d'arrêt, c'est-à-dire la distance parcourue pendant le temps de réaction et la distance de freinage, est de 28 mètres ; elle atteint 36 mètres pour une vitesse de 60 km/h, soit 8 mètres de plus pour s'arrêter. Autrement dit, un automobiliste qui roule à la vitesse autorisée de 50 km/h parcourt 28 mètres avant de s'arrêter ; celui qui dépasse les limitations de vitesse en roulant à 60 km/h percute un obstacle à une vitesse de près de 40 km/h (la distance d'arrêt est double lorsque la chaussée est humide. Cette distance supérieure de 8 mètres peut tuer en agglomération. 50 km/h est donc la vitesse maximum adaptée pour garantir la sécurité des usagers et faire face aux dangers de la circulation en agglomération.
C'est aussi la vitesse maximale autorisée sur tout type de routes (y compris les autoroutes) en cas de visibilité inférieure à 50 mètres.

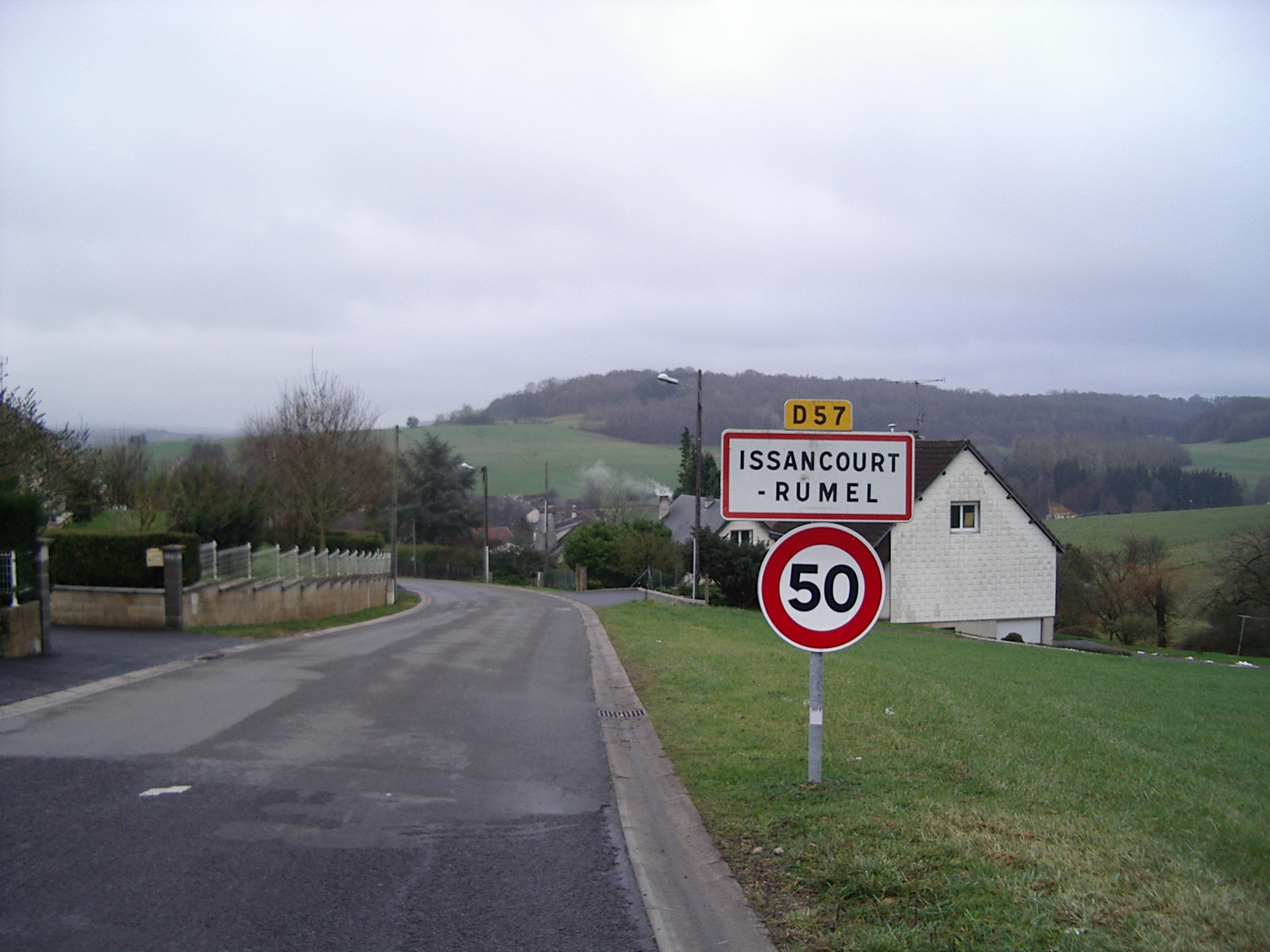
50 km/h doublant un panneau EB10 d'entrée, à Issancourt-et-Rumel, Ardennes.
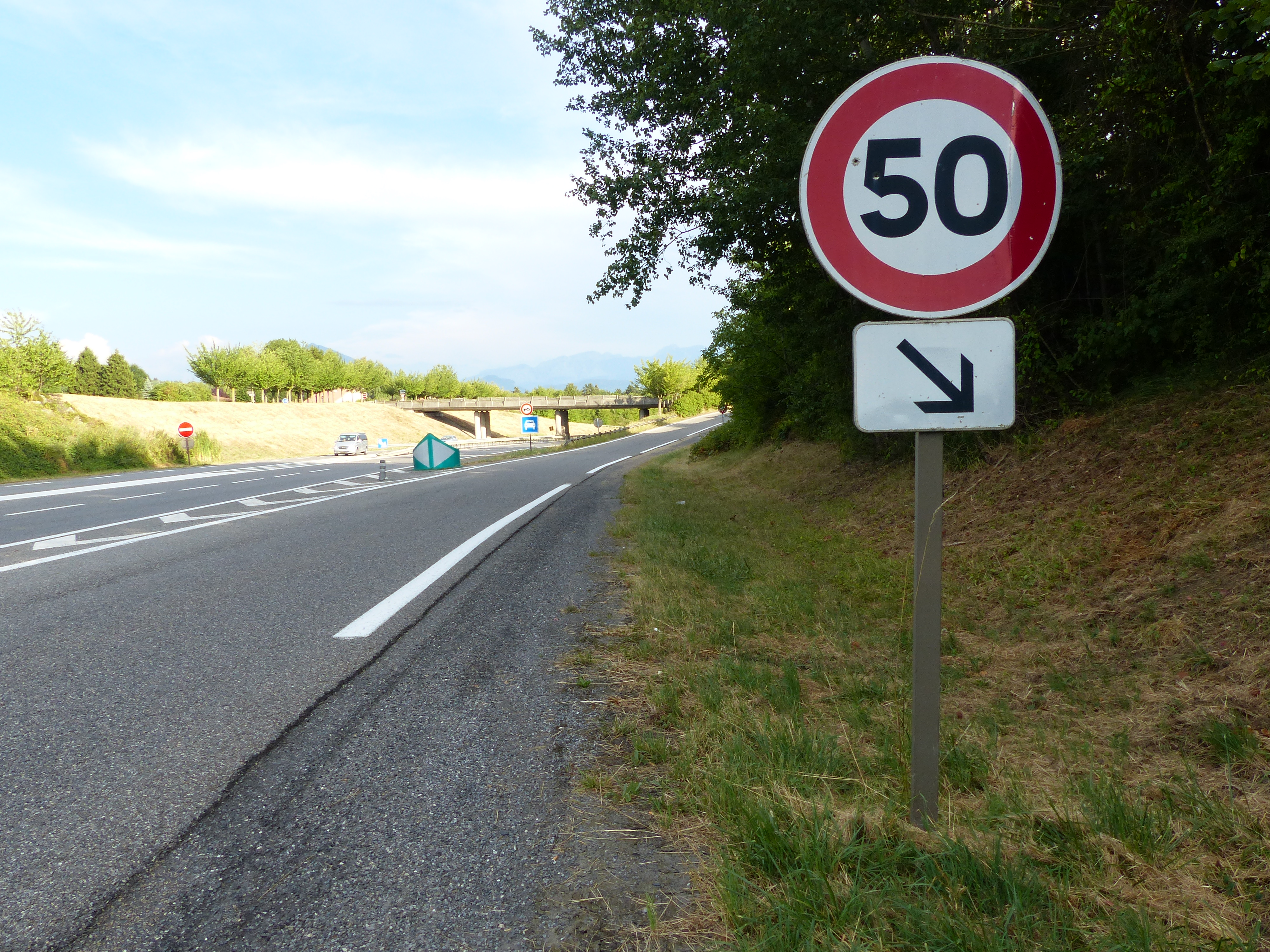
50 km/h dans une voie de décélération, Cranves-Sales, Haute-Savoie.
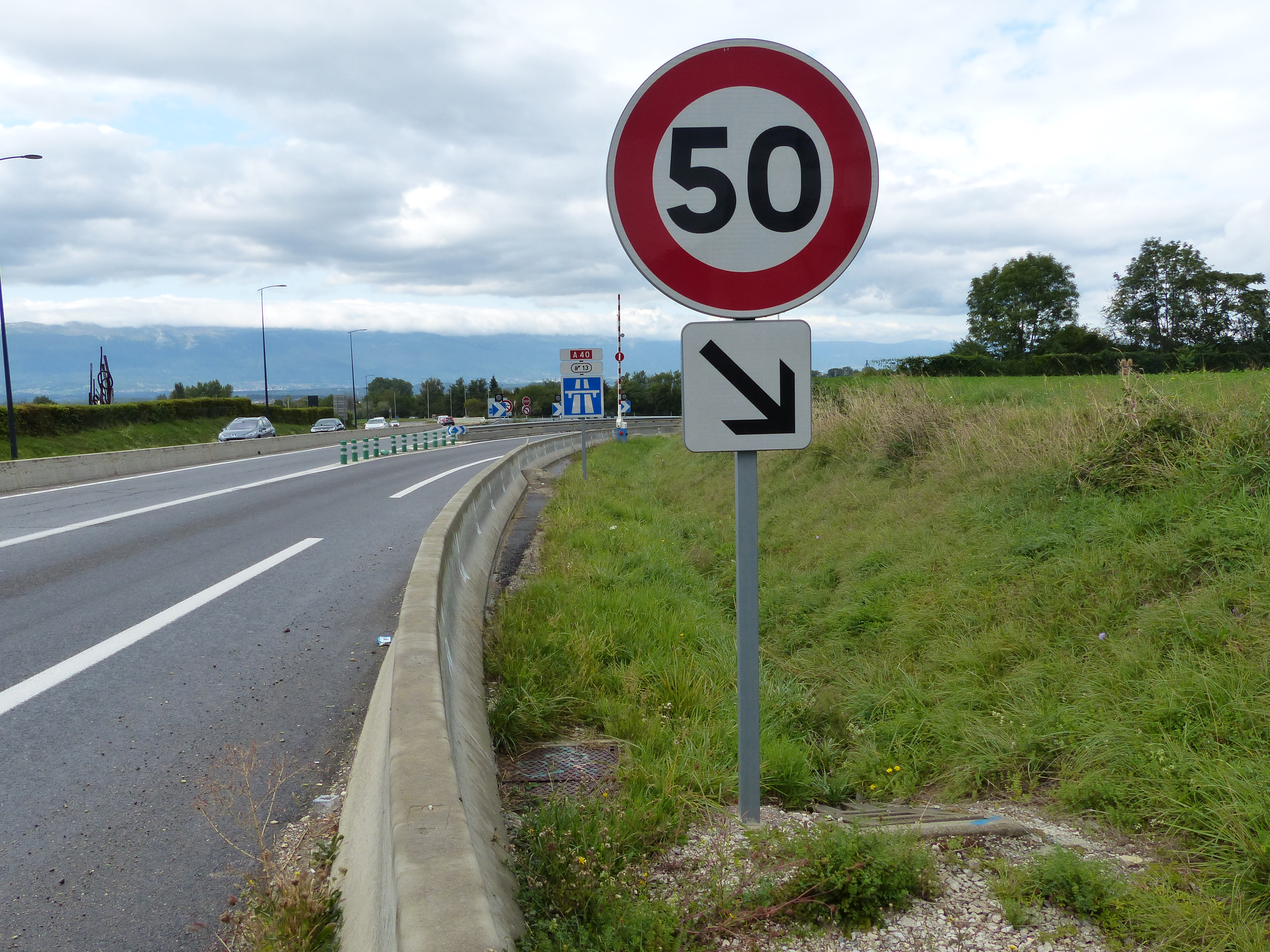
50 km/h avant un virage serré, entrée de l'A40, Saint-Julien-en-Genevois, Haute-Savoie.

#### 70km/h
Cette limite se rencontre en général sur route nationale ou départementale, à certains carrefours dangereux, accidentogènes, ou à visibilité très réduite.
Des « sections 70 » limitées à 70 km/h sont également instaurées parfois en traversée de lieux-dits ou à l'approche de l'entrée d'agglomération si cette entrée comporte une zone d'activité assez longue (zone artisanale, commerciale ou industrielle) Il s'agit également d'un palier systématique dans les signalisations d'approche d'un chantier où la limitation de vitesse passe de 80 km/h à 50 km/h.

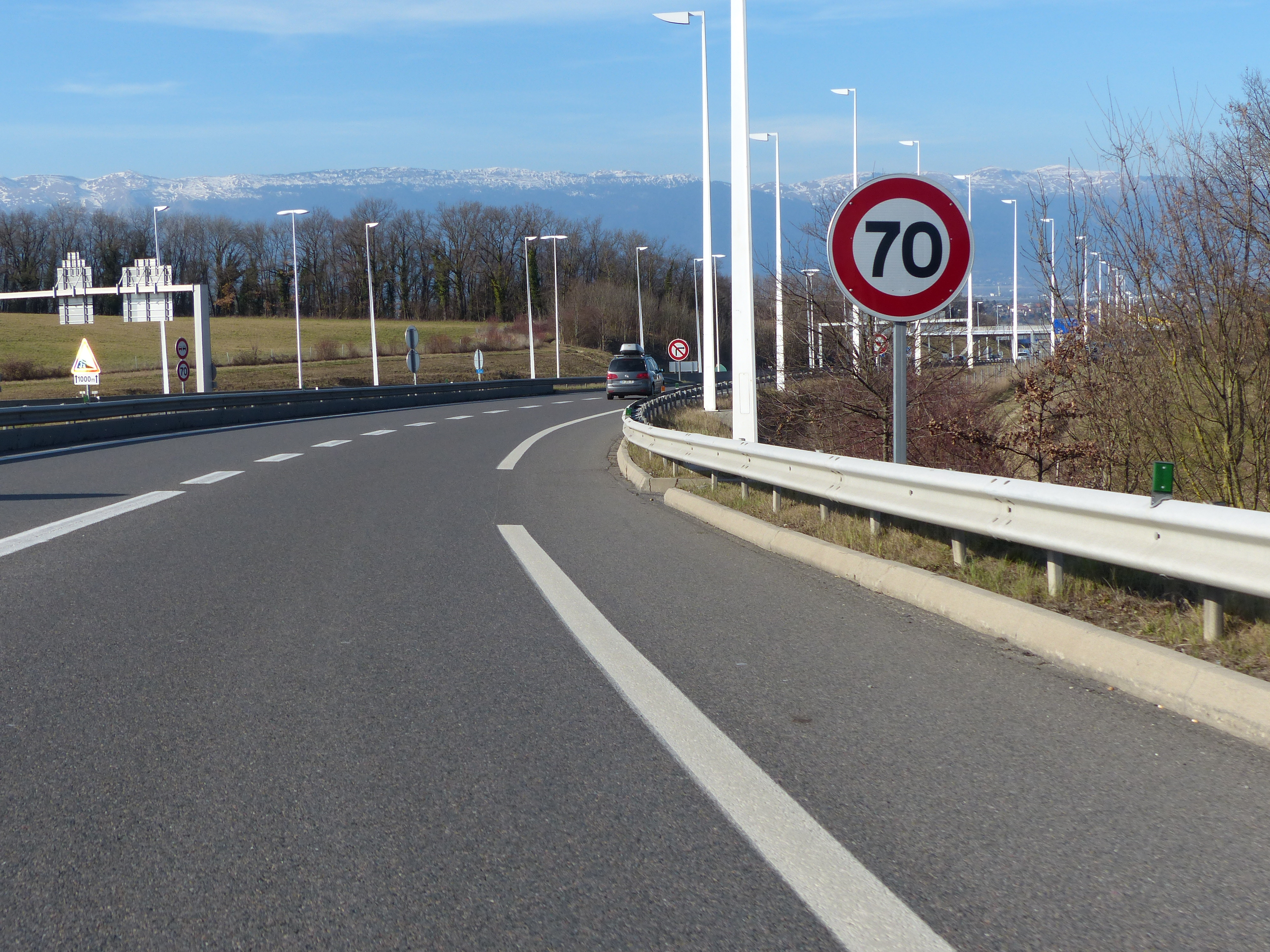
70 km/h dans l'échangeur entre l'A40 et l'A41, Saint-Julien-en-Genevois, Haute-Savoie.
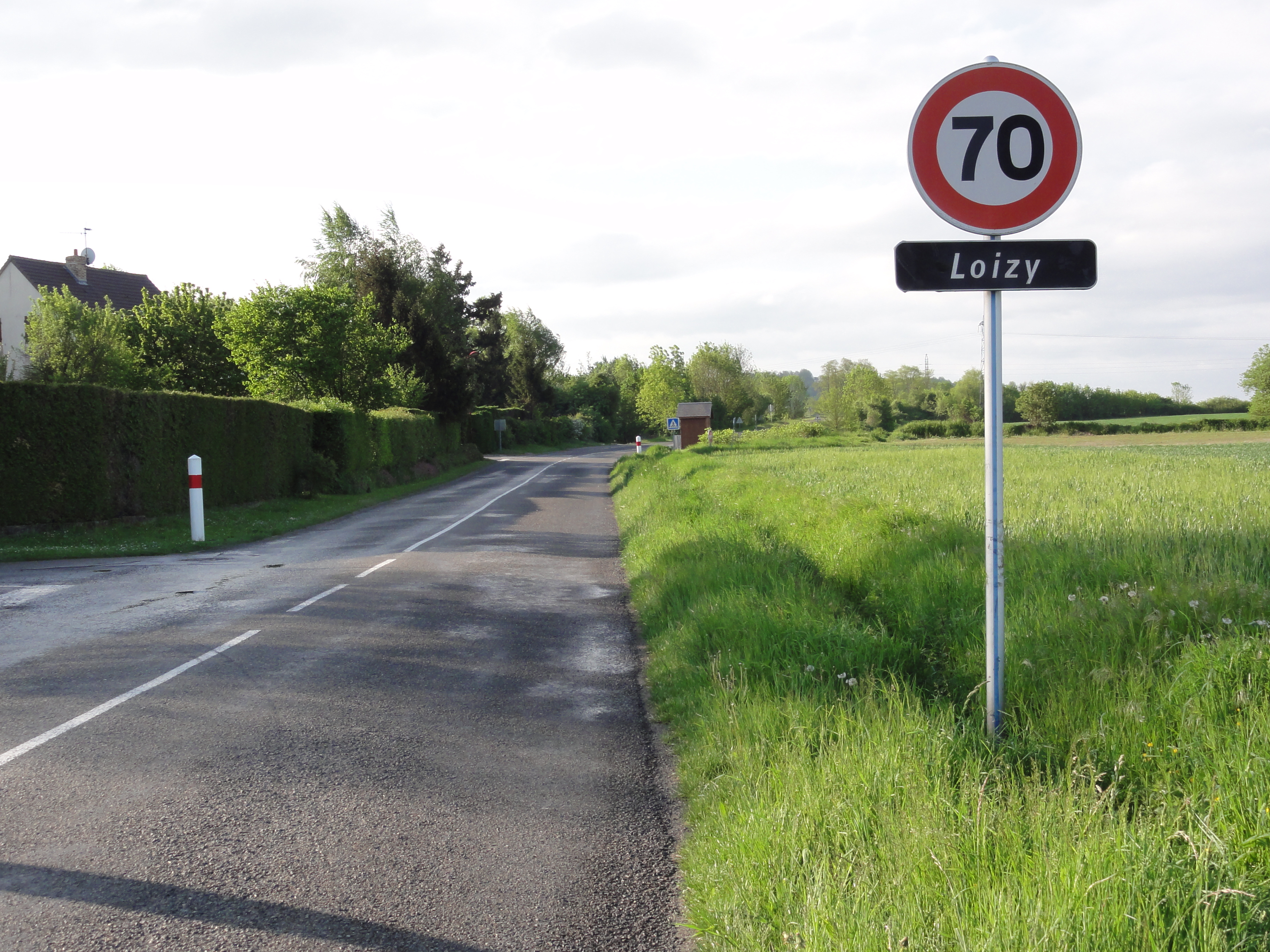
70 km/h au lieu-dit Loizy, Besny-et-Loizy, dans l'Aisne.
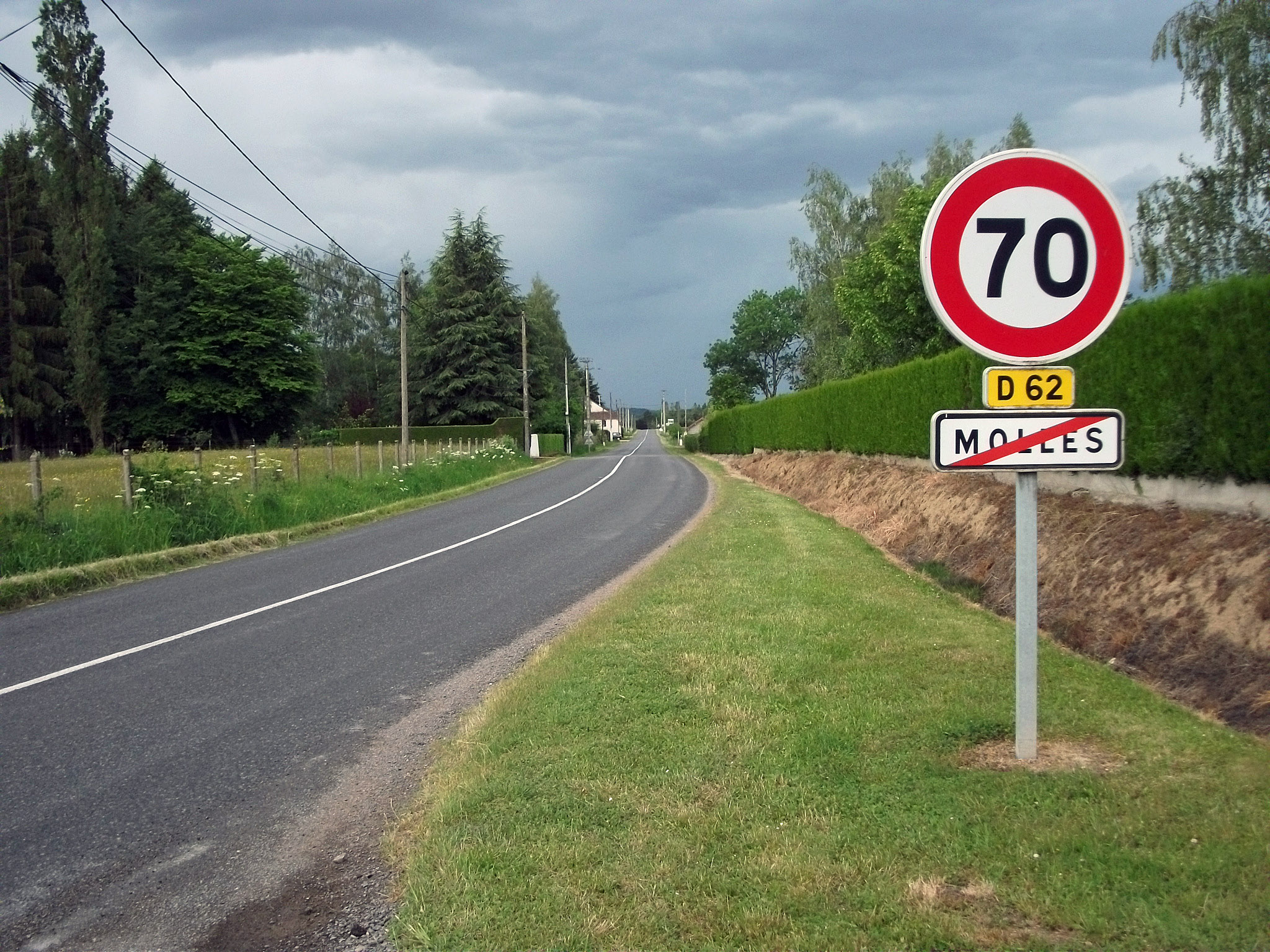
70 km/h sur un panneau EB20 de sortie d'agglomération, Molles, Allier.
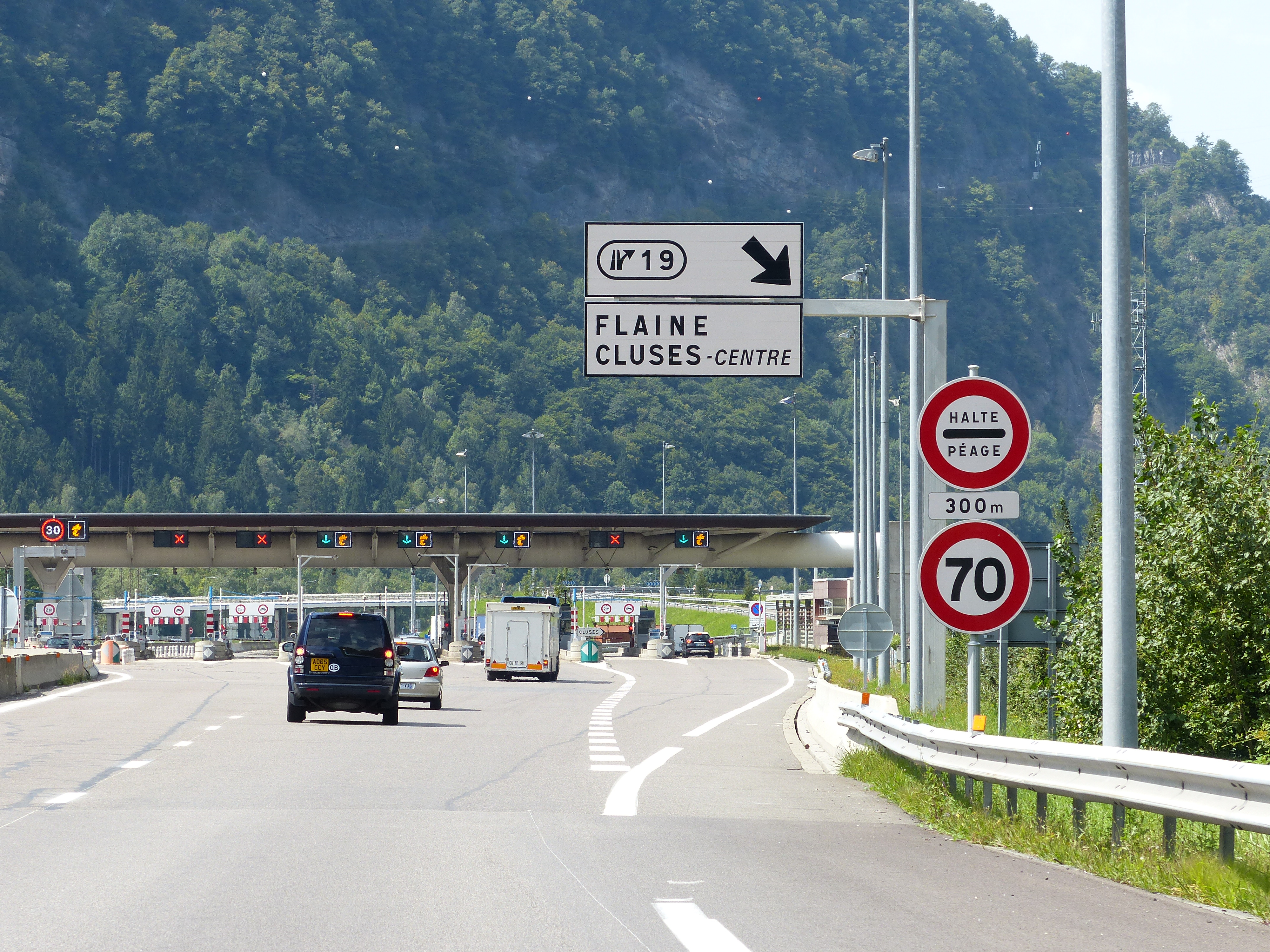
70 km/h à l'approche de la barrière de péage de Cluses, A40, Haute-Savoie.

#### 80km/h
Cette limite est, depuis le 1er juillet 2018, la vitesse maximale autorisée sur les routes bidirectionnelles à chaussée unique sans séparateur central.

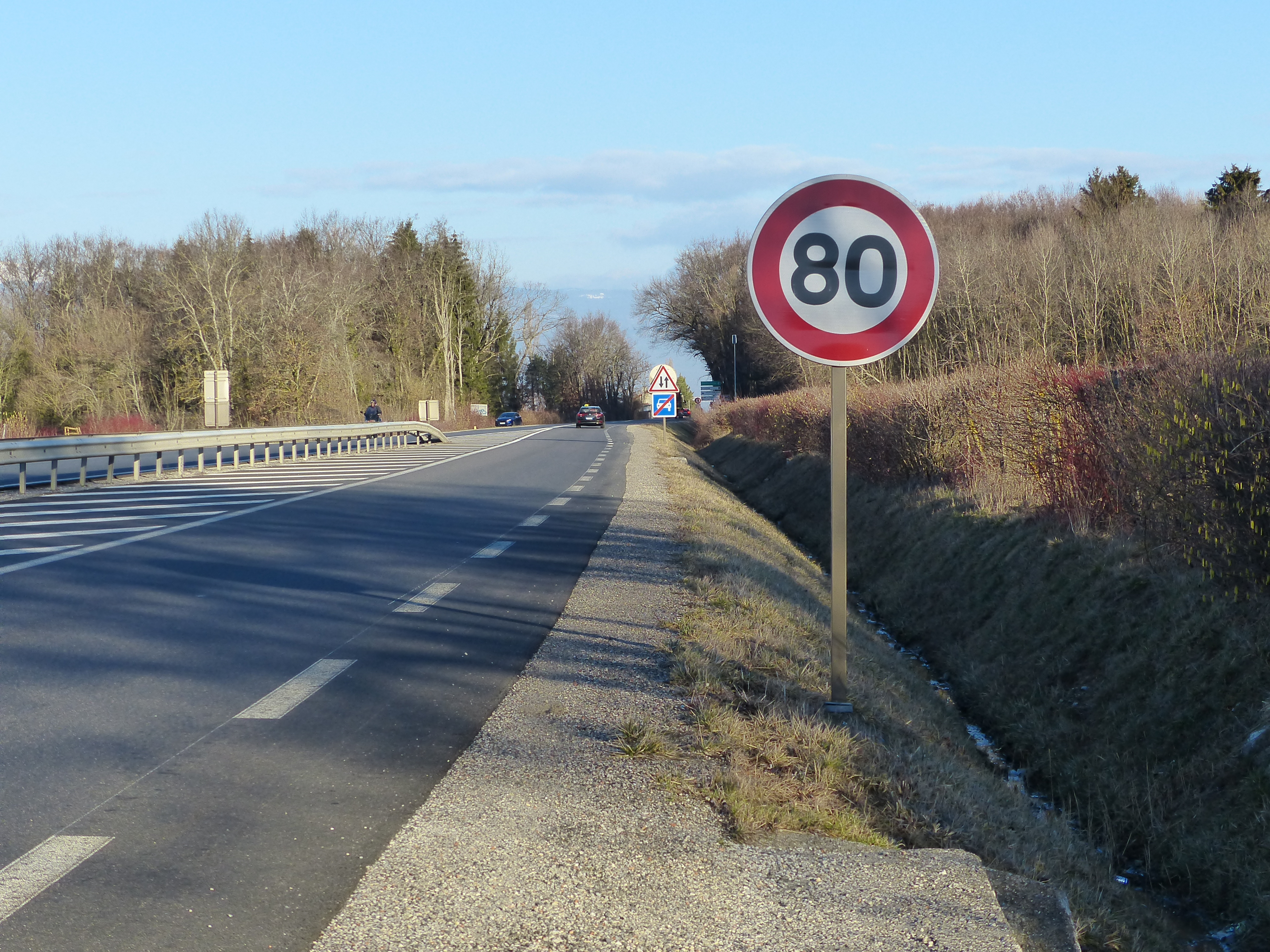
80 km/h, avant fin de voie réservée aux automobiles, D 1206, Machilly, Haute-Savoie.
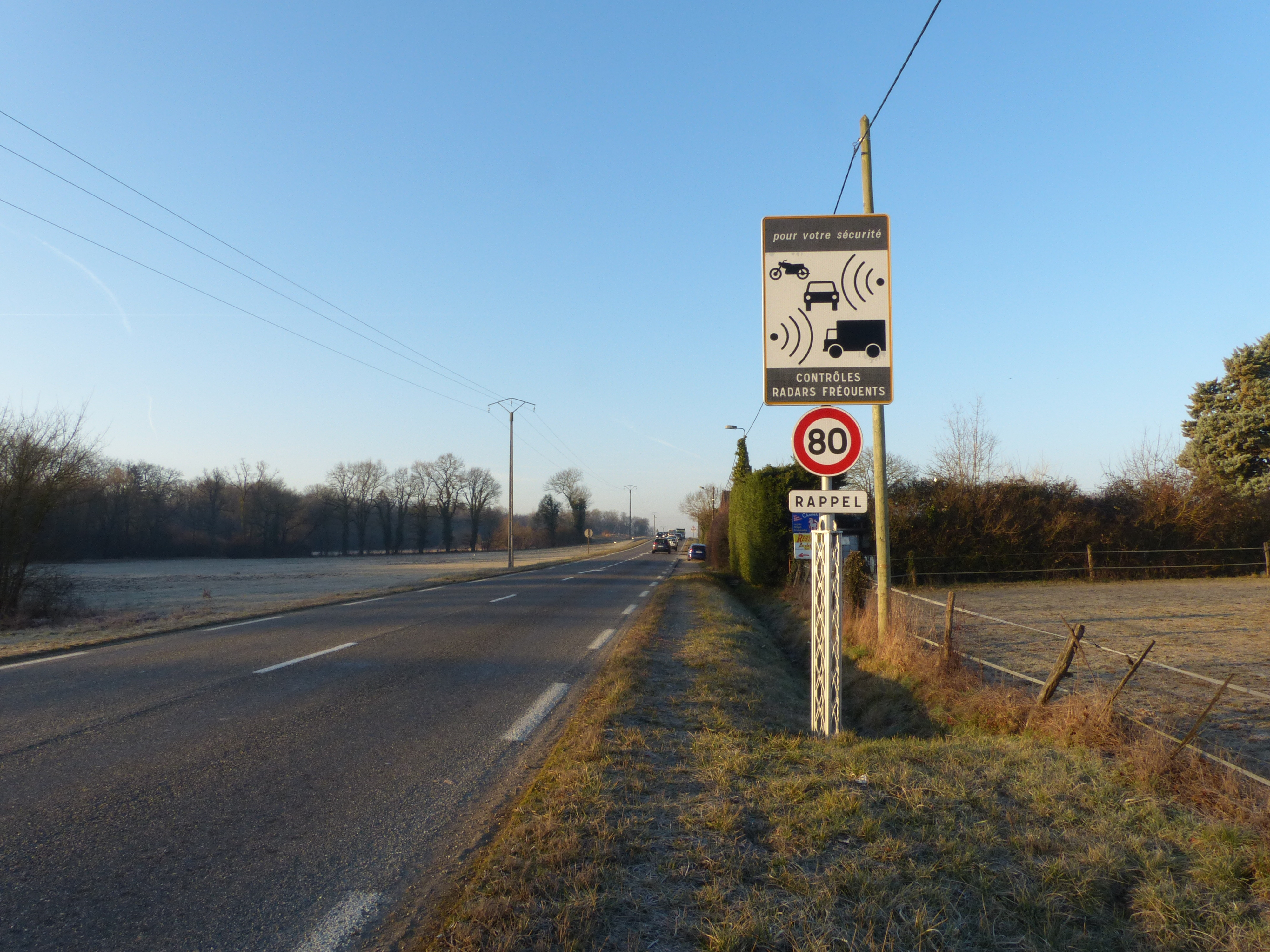
80 km/h rappelé sous un panneau SR3b contrôles radars fréquents, D 1005, Douvaine, Haute-Savoie.

#### 90km/h
Cette limite, en vigueur depuis 1973 jusqu'en 2018 pour l'ensemble du réseau non autoroutier, est depuis le 1er juillet 2018 la vitesse maximale autorisée sur les sections de routes à caractère non autoroutier comportant au moins deux voies affectées à un même sens de circulation. Cette limite est valable par temps sec, la limite étant au maximum de 80 km/h par temps de pluie.
Depuis 2020, les départements peuvent augmenter la limitation de vitesse à 90 km/h sur certaines routes qui sans signalisation seraient légalement limitée à 80 km/h. Les recommandations techniques recommandent de réserver le 90 km/h à des routes d'au moins 10 kilomètres ne traversant pas les villages et ne disposant pas de tourne à gauche afin d'éviter que cette augmentation de vitesse n'engendre une hausse de la mortalité.

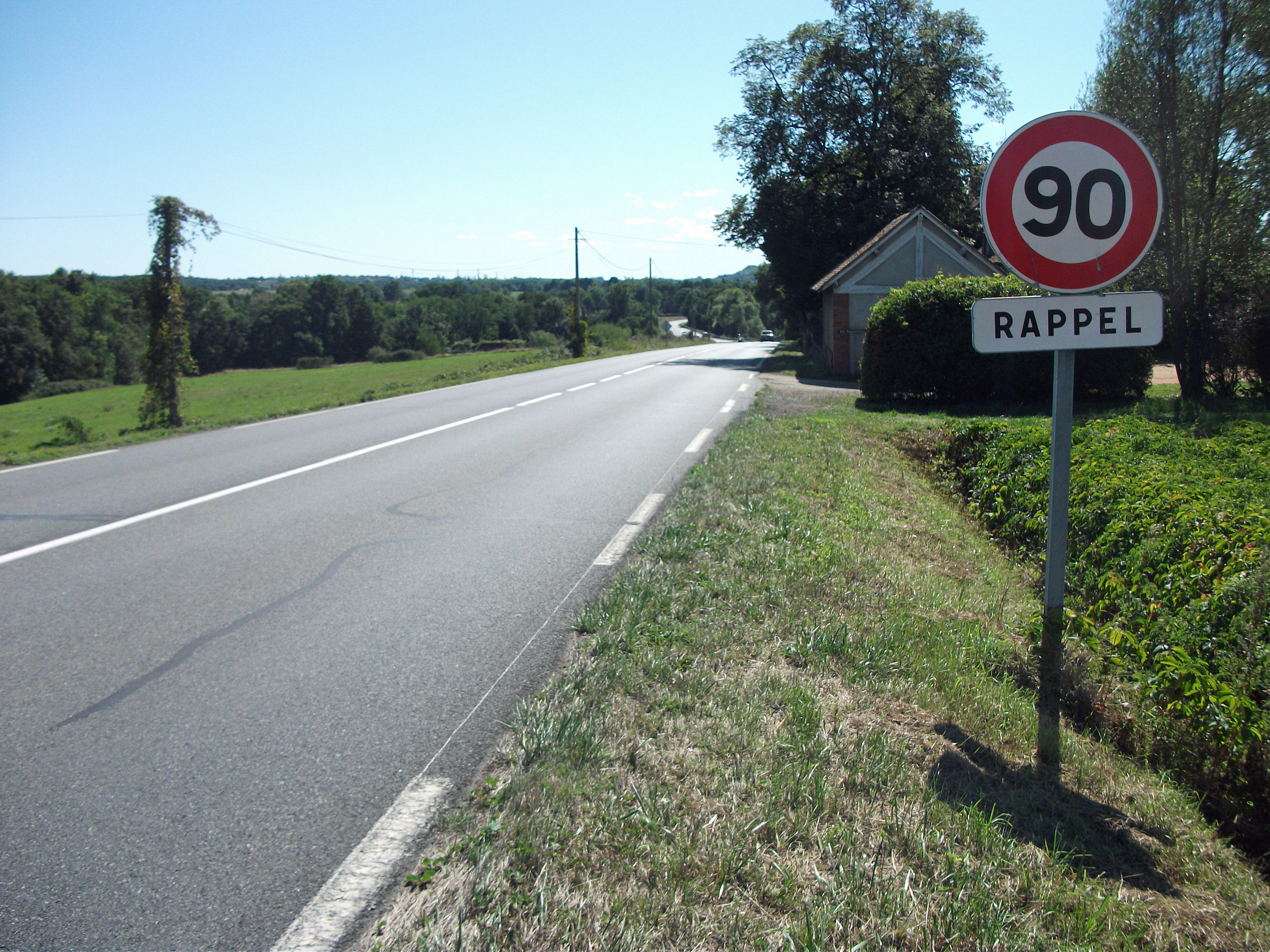
90 km/h sur une route bidirectionnel·le, en bordure de zone bâtie, Bost, Allier.
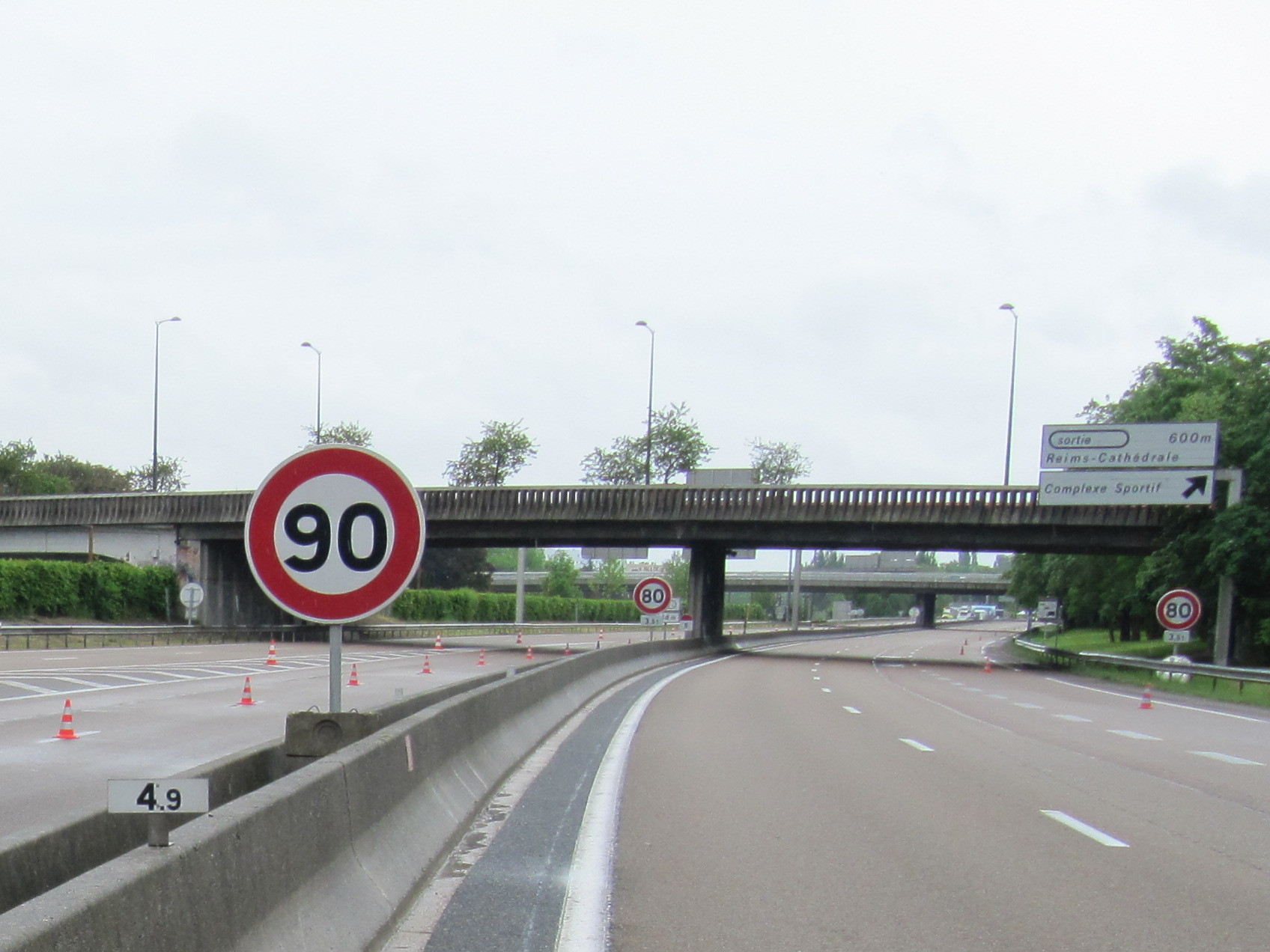
90 km/h sur la traversée urbaine de Reims, Marne.
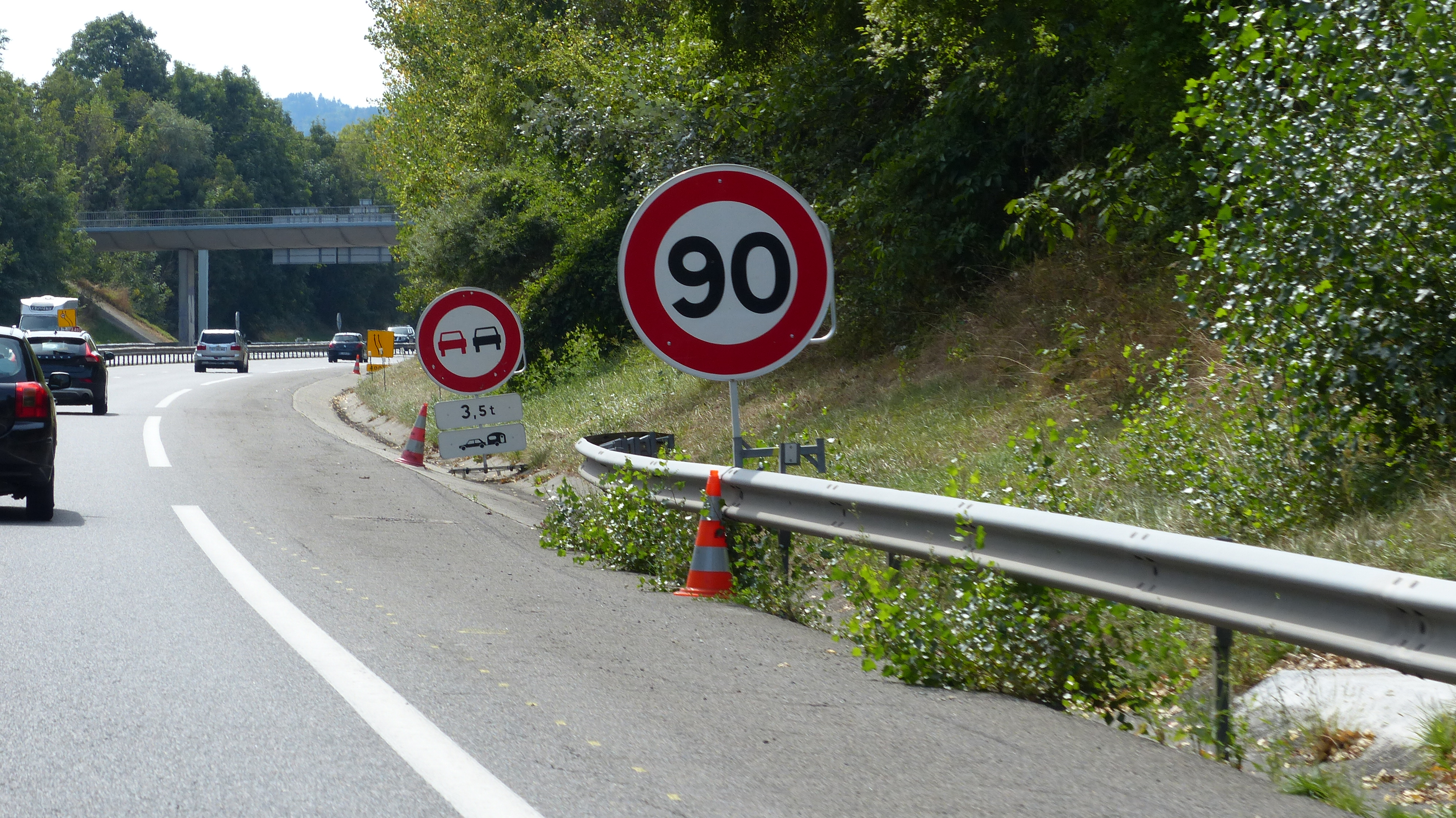
990 km/h pour traverser une zone en travaux, autoroute A410, Haute-Savoie.
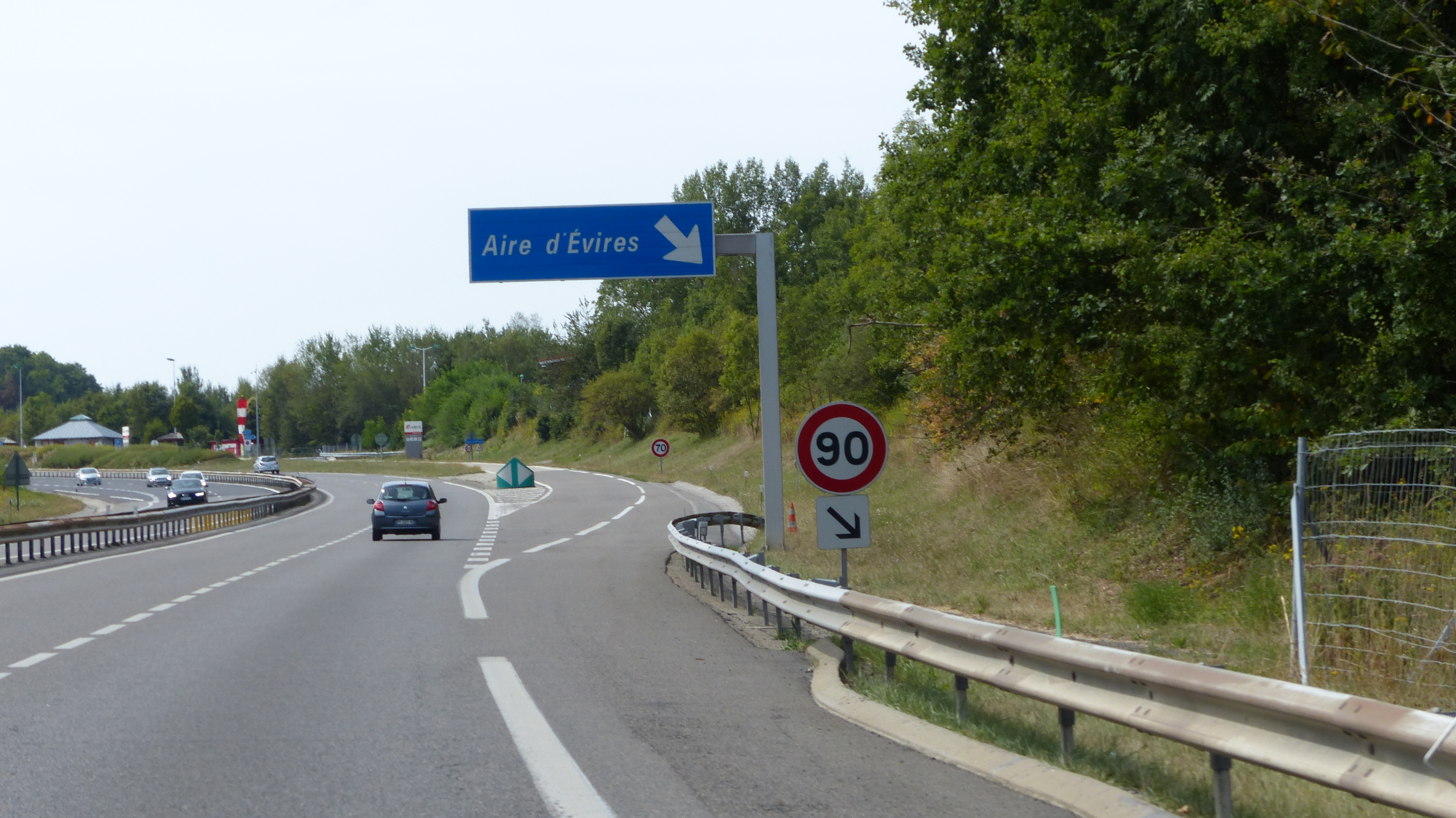
90 km/h en début de zone de décélération pour entrer dans l'aire d'Évires, autoroute A410, Haute-Savoie.

#### 110km/h

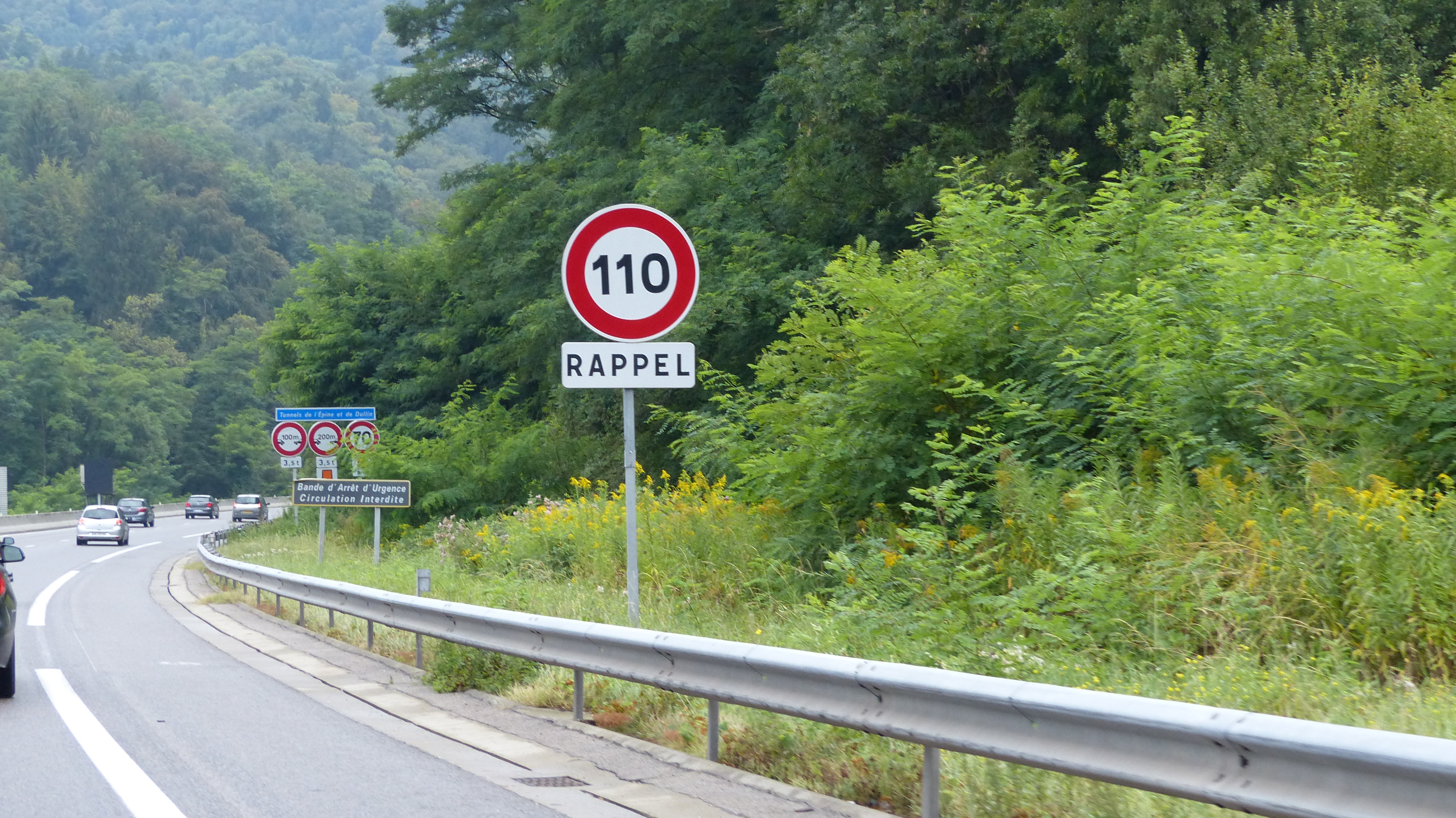
Rappel de 110 km/h signalé sur l'autoroute A43.

110 est la vitesse maximale sur voie rapide ou route express, c'est-à-dire à chaussées indépendantes, séparées par un terre-plein central, et dépourvue de passage piéton, de croisement et interdite aux piétons. C'est aussi la limitation sur autoroute en cas de pluie ou de chaussée humide.
Par le passé, certains voies rapides urbaines ont pu être limitées à 110 km/h, bien qu'aujourd'hui la densité de population conduise à réduire la vitesse de ces voies rapides en raison des nuisances sonores et de la réduction d'espérance de vie qu'engendre la pollution dans des zones densément peuplées.
En Nouvelle-Calédonie, il s'agit de la vitesse maximale sur les routes principales sans séparation des voies.

#### 130km/h

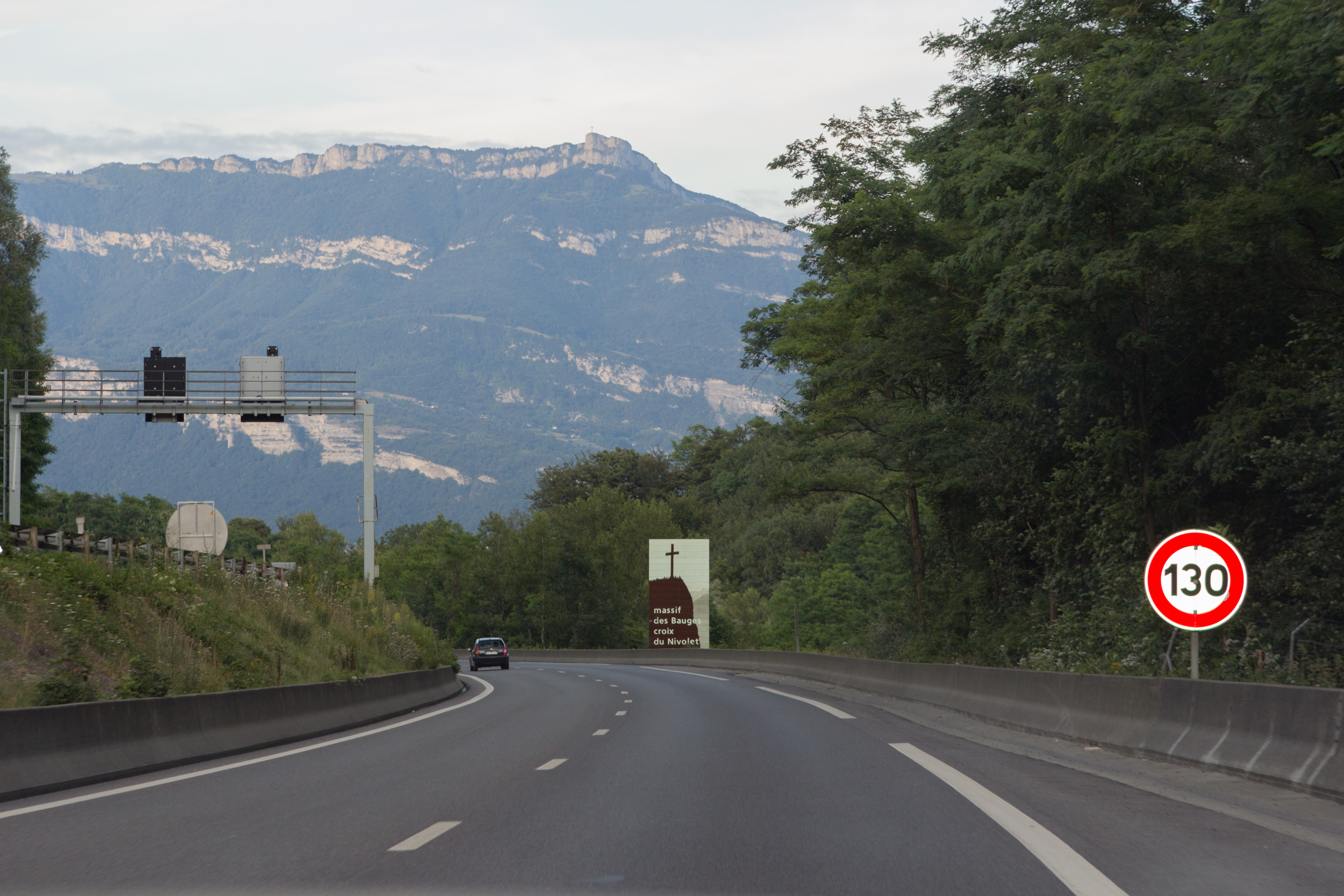
130 km/h signalé sur l'autoroute A41.

130 km/h est la vitesse maximale sur autoroute, en France et dans de nombreux pays d'Europe. De nombreuses expérimentations ont été menées depuis 1973, avant d’introduire une limitation adaptée à ce réseau. Jusqu’en 1973, il n’y avait pas de limitation de vitesse et le taux de personnes tuées (nombre de personnes tuées pour 100 millions de kilomètres parcourus) était de 3,6. Ce taux est descendu à 1,5 lorsque la limitation à 120 km/h a été introduite entre 1973 et 1974. Il est remonté à 2,1 pour une limitation de 140 km/h en 1974, pour retomber à 1,5 pour une limitation fixée à 130 km/h à partir de novembre 1974. Toutefois, elle est réduite à 110 km/h par temps de pluie, et à 50 km/h par temps de brouillard.

#### Autres
En dehors des paliers standards, le gestionnaire de la voirie peut décider de vitesses maximales autorisées différentes en fonction des conditions locales de circulation. Ce type de limitation se rencontre principalement sur des parkings, des campings ou encore des entreprises mais aussi parfois sur des rues publiques. Il existe ainsi notamment des limitations à 5, 10, 15, 20, 40, 45, 60, 100 km/h.
Une limitation à 120 km/h est également en vigueur sur une courte section de l'autoroute A2 menant à la Belgique (sur 650 mètres), afin d'adapter la vitesse des automobilistes à la limitation autoroutière belge, également de 120 km/h.

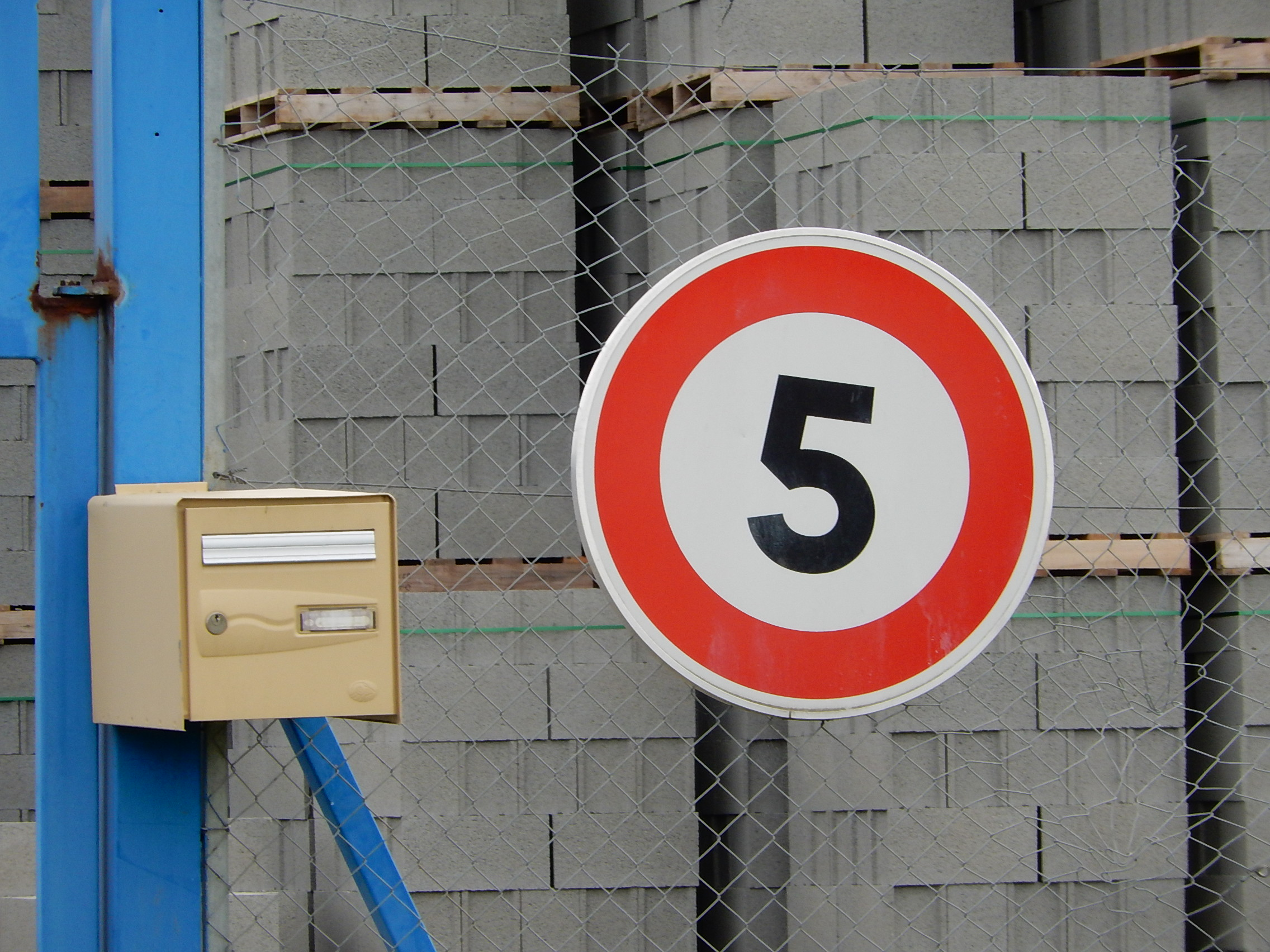
5 km/h à l'entrée d'une boutique de matériaux de construction, Pont-l'Abbé-d'Arnoult, Charente-Maritime.
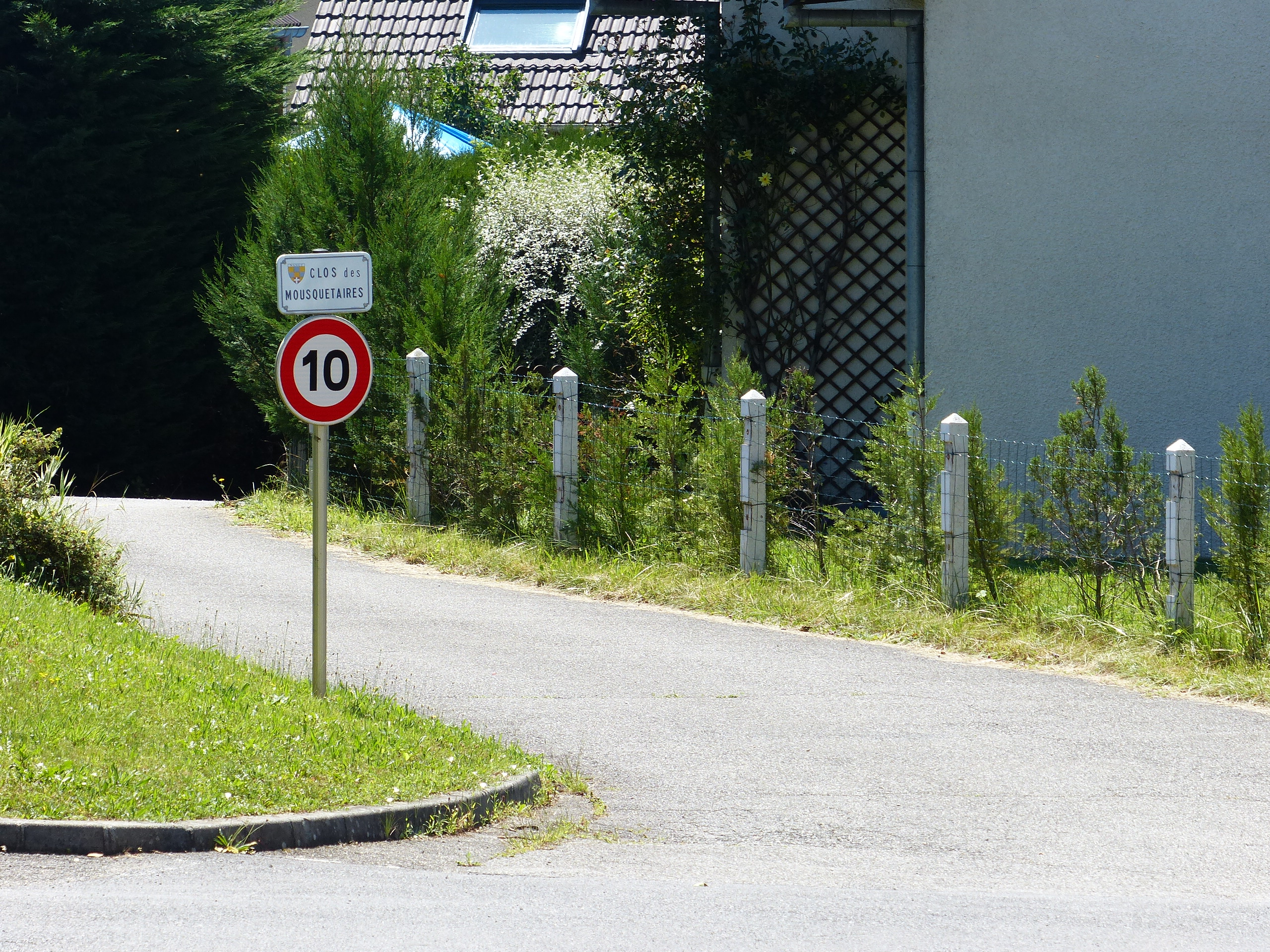
10 km/h dans une zone résidentielle à Nangy, Haute-Savoie.
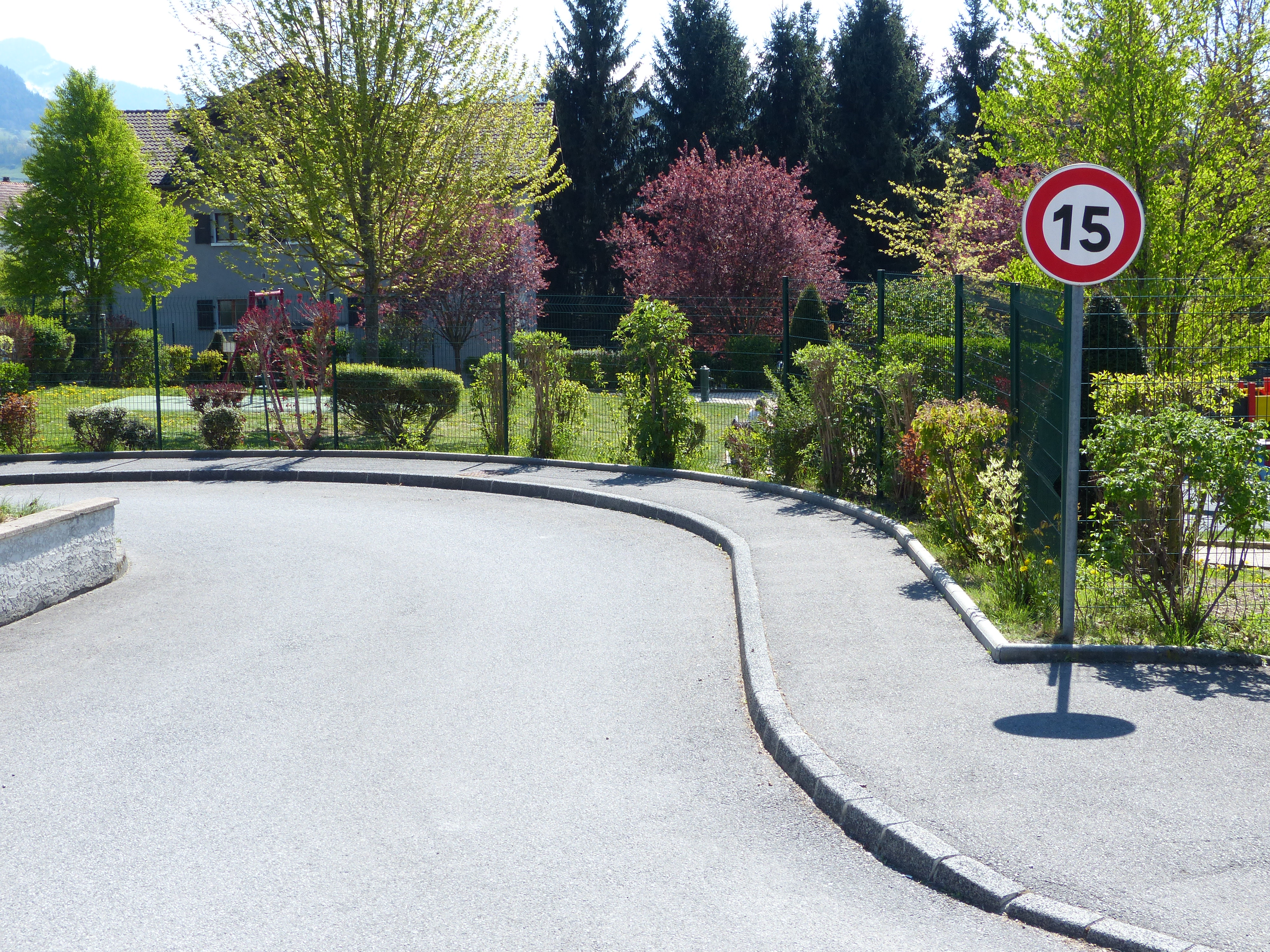
15 km/h dans une zone résidentielle à Viuz-en-Sallaz, Haute-Savoie.
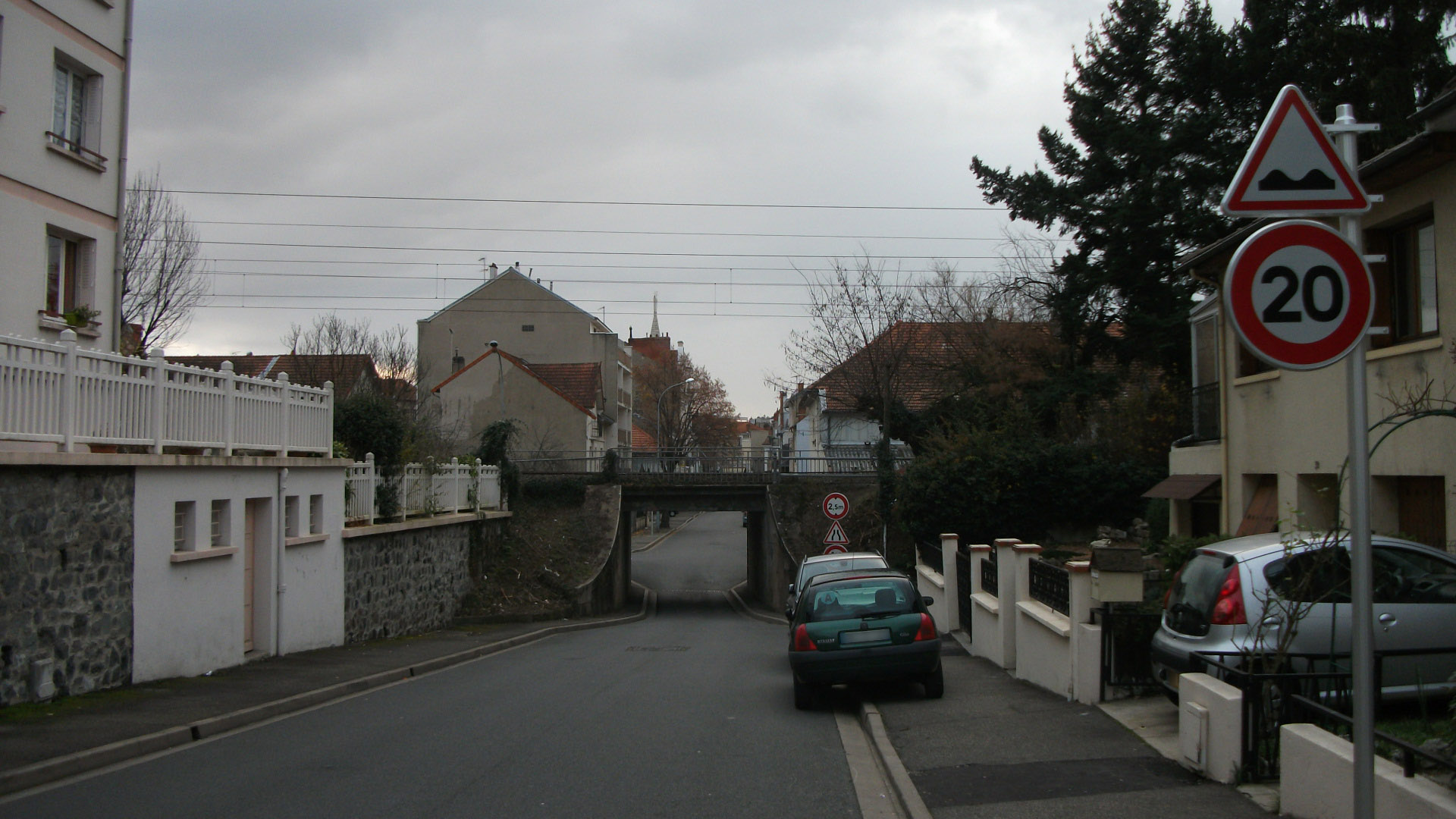
20 km/h devant un cassis à Vichy, Allier.
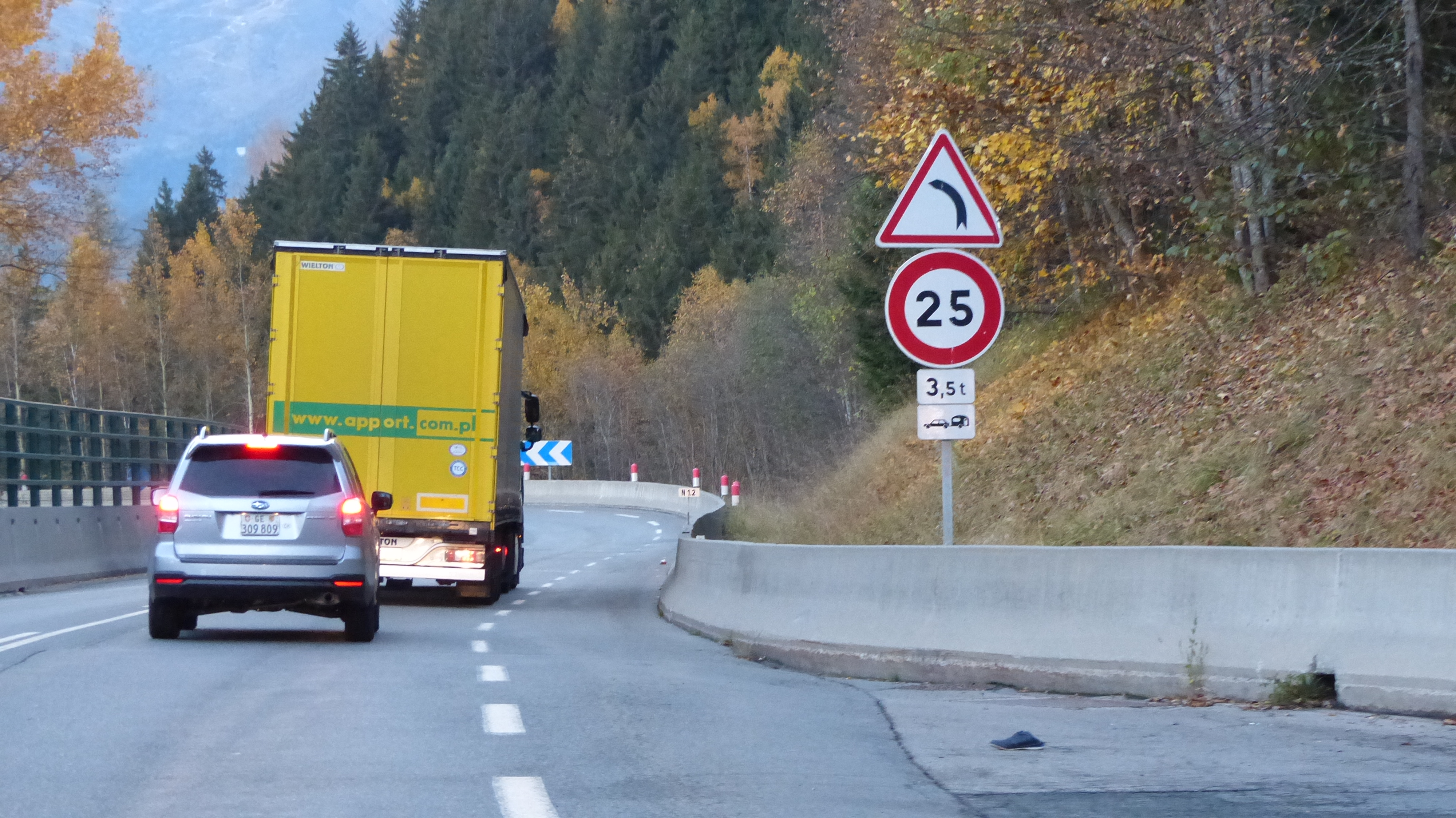
25 km/h pour les véhicules de plus de 3,5 t et caravanes, RN 205, Chamonix-Mont-Blanc, Haute-Savoie.
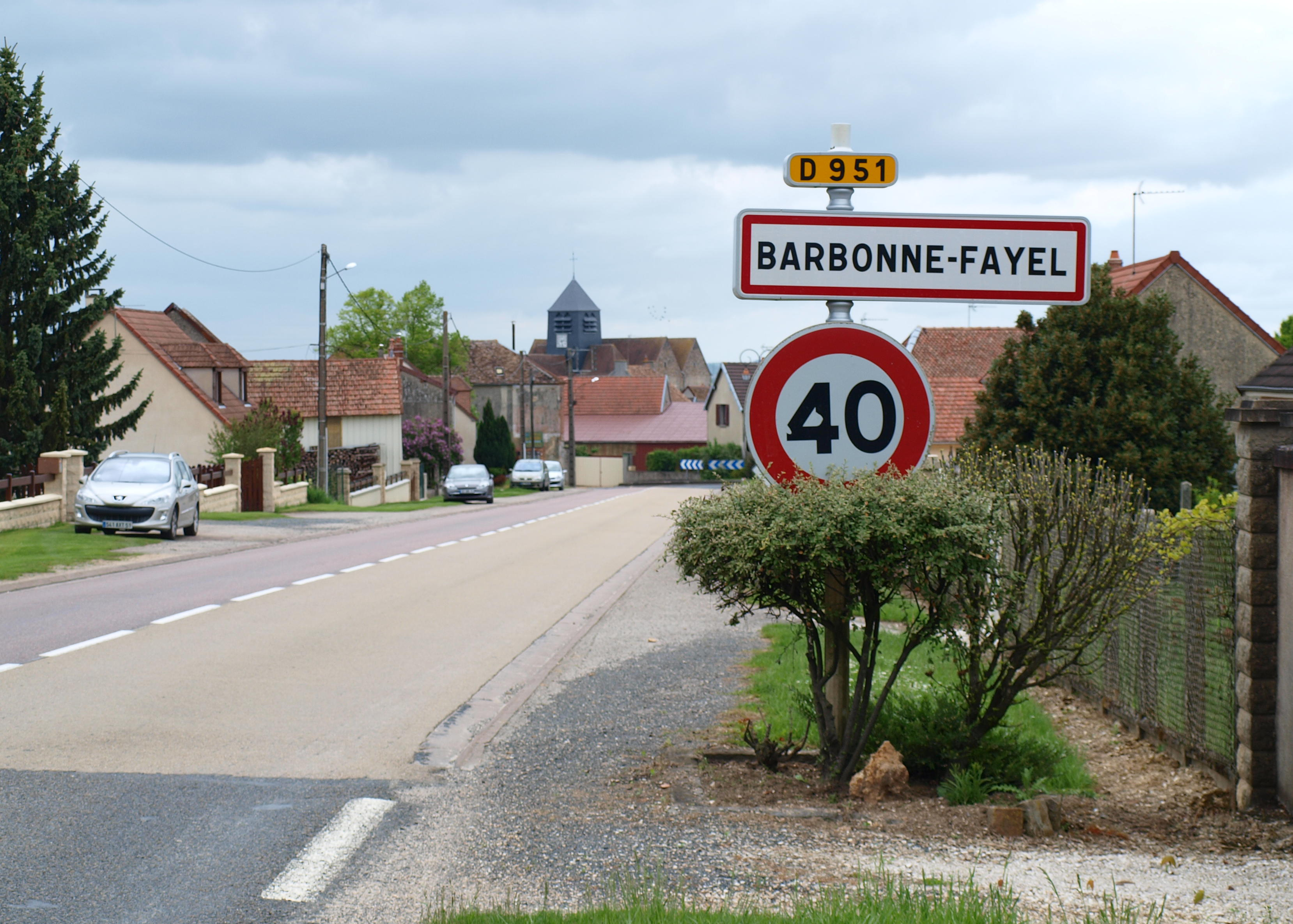
40 km/h à l'entrée de Barbonne-Fayel, Marne.
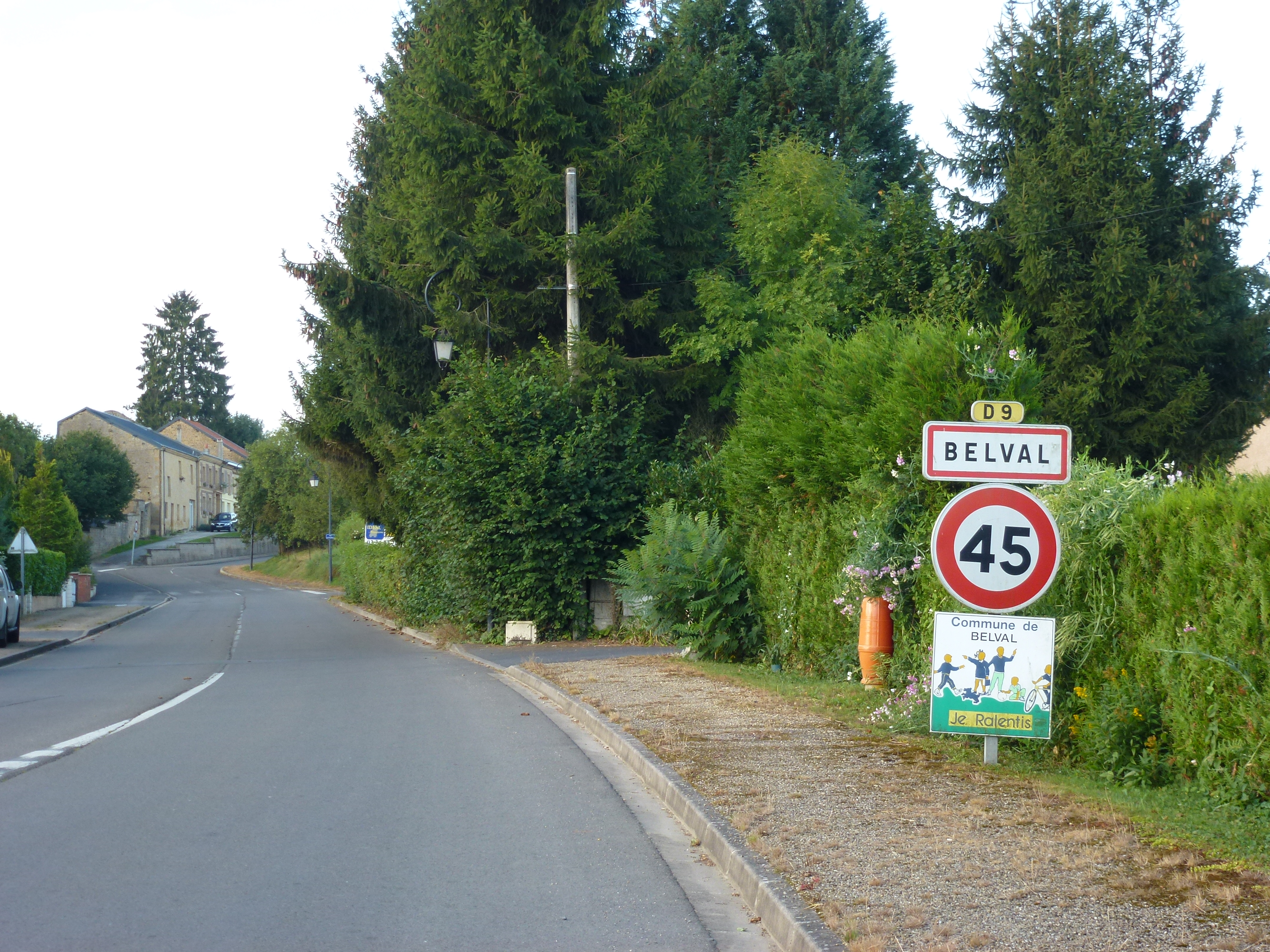
45 km/h à l'entrée de Belval, Ardennes.
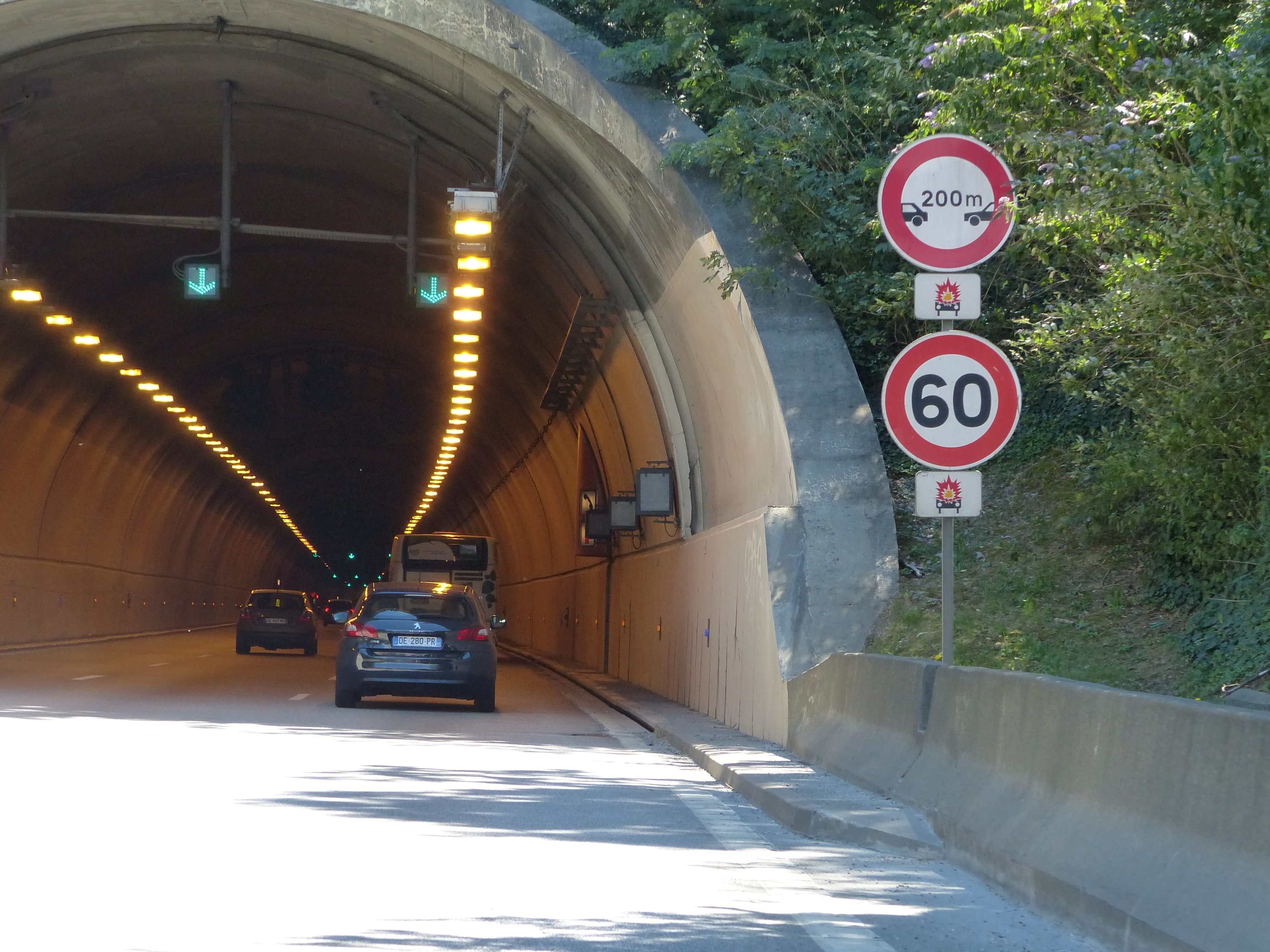
60 km/h avec panonceau M4k à l'entrée du tunnel des Monts, Chambéry, Savoie.